# Henry Kissinger
Henry Alfred Kissinger (kɪsᵻndər; alemany: [ˈkɪsɪŋɐ]; nascut Heinz Alfred Kissinger, Fürth, Alemanya, 27 de maig de 1923 - Kent, 29 de novembre de 2023) fou un diplomàtic, teòric polític, consultor geopolític i polític estatunidenc d'origen alemany, que va tenir una gran influència en la política internacional dels Estats Units d'Amèrica (EUA) sobre els altres països i nacions. Va exercir com a Secretari d'Estat i conseller de Seguretat Nacional en les administracions presidencials de Richard Nixon i Gerald Ford, exercint aquest paper preponderant en la política exterior dels EUA entre 1969 i 1977, Per les seves negociacions d'un alto el foc al Vietnam, Kissinger va rebre el 1973 Premi Nobel de la Pau, juntament amb Lê Ðức Thọ, en circumstàncies controvertides.
Kissinger va ser un refugiat jueu que va fugir de l'Alemanya nazi amb la seva família el 1938. En arribar als EUA, va destacar acadèmicament i es va graduar a la Universitat Harvard el 1950, on va estudiar amb William Yandell Elliott. Va obtenir el seu màster i doctorat a la Universitat Harvard el 1951 i el 1954, respectivament.
Practicant de la Realpolitik, Kissinger va tenir un paper destacat en la política exterior dels Estats Units entre 1969 i 1977, va ser pioner en la política de distensió amb la Unió Soviètica, orquestrant una obertura de relacions amb la República Popular de la Xina, involucrant-se en el que es va conèixer com a «diplomàcia de llançadora» a l'Orient Mitjà per posar fi a la Guerra del Yom Kippur, i negociant els Acords de Pau de París, que van posar fi a la participació estatunidenca a la Guerra del Vietnam. Tot i així, la controvèrsia ha persistit sobre la seva figura, tant pels bombardeig de Cambodja durant la Guerra del Vietnam, com a causa de la intervenció de la CIA en diversos cops d'estat succeïts a Llatinoamèrica durant la dècada del 1970, com en el cop d'estat de l'11 de setembre de 1973 a Xile, o la «llum verda» a la junta militar argentina, així com per l'abast de l'Operació Còndor. i el suport dels EUA al Pakistan durant la guerra d'alliberament de Bangladesh malgrat el genocidi perpetrat pel Pakistan. Tot això ha va ocasionar que hi hagués nombroses iniciatives que perseguien aconseguir el seu processament davant les instàncies judicials internacionals, així com la retirada del seu Premi Nobel.
Després de deixar el govern, va formar la Kissinger Associates, una empresa internacional de consultoria geopolítica i va ser accionista i cofundador de la Kissinger & McLarty Associates, així com membre de les juntes directives i assessor de les empreses The Hollinger Group i Gulfstream Aerospace. A més va ser rector de la Universitat de Georgetown i va servir a Indonèsia com a assessor general del govern. Kissinger va escriure més d'una dotzena de llibres sobre història diplomàtica i relacions internacionals. El 2001, Kissinger va ser cridat pel gabinet de George W. Bush per liderar un comitè de crisi internacional a causa dels atemptats de l'11 de setembre de 2001, tot i que Kissinger es va retirar poc després.
Kissinger va continuar essent una figura polèmica i polaritzadora de la política estatunidenca, venerada per alguns com a secretari d'estat eficaç i condemnada per altres per suposadament tolerar o donar suport als crims de guerra comesos per estats nació aliats durant el seu mandat. Kissinger també va rebre crítiques per ser un dels membres fundadors del polèmic i encara actiu Grup Bilderberg, entitat no governamental que reuneix diverses de les persones més poderoses i influents del món, incloent monarques, aristòcrates, polítics, empresaris i magnats. Una enquesta de 2015 als principals estudiosos de relacions internacionals, realitzada pel College of William and Mary, va classificar Kissinger com el secretari d'estat dels Estats Units més eficaç durant els 50 anys fins al 2015. Com a centenari, Kissinger va ser l'últim membre supervivent del gabinet Nixon.

## Biografia

### Origen i joventut
Kissinger va néixer com Heinz Alfred Kissinger el 27 de maig de 1923 a Fürth, a Baviera, fill de la mestressa de casa Paula (de soltera Stern, 1901–1998, de Leutershausen) i de Louis Kissinger (1887–1982), un mestre d'escola. Tenia un germà petit, l'empresari Walter (1924-2021). La seva família era jueva alemanya. El cognom Kissinger va ser adoptat el 1817 pel seu besavi Meyer Löb, en honor a la ciutat balneari bavaresa de Bad Kissingen. En la seva joventut, a Kissinger li agradava jugar a futbol. Va jugar a l'equip juvenil del SpVgg Fürth. En una entrevista de 2022, va recordar vívidament que tenia nou anys el 1933 quan va saber de l'elecció d'Adolf Hitler com a canceller d'Alemanya, i que va resultar ser un punt d'inflexió profund per a la família Kissinger.
El 20 d'agost de 1938, quan Kissinger tenia 15 anys, ell i la seva família van fugir d'Alemanya com a conseqüència de la persecució nazi. Durant el domini nazi, Kissinger i els seus amics van ser assetjats i colpejats regularment per les bandes de les Joventuts Hitlerianes. Kissinger de vegades desafiava la segregació imposada per les lleis racials nazis colant-se als estadis de futbol per a veure els partits, sovint provocant que els guàrdies de seguretat l'apallissessin. Com a resultat de les lleis antisemites dels nazis, Kissinger no va poder accedir al gymnasium, mentre que el seu pare va ser acomiadat del seu treball de docent. La família va emigrar breument a Londres abans d'arribar a la ciutat de Nova York el 5 de setembre. Més tard, Kissinger va minimitzar la influència que les seves experiències de persecució nazi van tenir en les seves polítiques, escrivint «l'Alemanya de la meva joventut tenia molt d'ordre i molt poca justícia, no és el tipus de lloc que pot inspirar devoció a l'ordre en abstracte». No obstant això, molts estudiosos, inclòs el biògraf de Kissinger Walter Isaacson, no hi han estat d'acord i han argumentat que les seves experiències van influir en la formació del seu enfocament «realista» de la política exterior.
Kissinger va passar els seus anys de secundària a la secció de Washington Heights de l'Alt Manhattan com a part de la comunitat d'immigrants jueus alemanys que hi residia. Encara que Kissinger es va assimilar ràpidament a la cultura nord-americana, mai va perdre el seu pronunciat accent alemany. Després del seu primer any a la George Washington High School, va començar a assistir a l'escola de nit i va treballar en una fàbrica de brotxes d'afaitar durant el dia.
Després de l'escola secundària, Kissinger es va matricular al City College de Nova York, estudiant comptabilitat. Va destacar acadèmicament com a estudiant a temps parcial, continuant treballant mentre estava matriculat. Els seus estudis es van interrompre a principis de 1943, quan va ser reclutat per l'exèrcit dels Estats Units.

### Servei militar
Kissinger va rebre un entrenament bàsic a Camp Croft a Spartanburg, Carolina del Sud. El 19 de juny de 1943, mentre es trobava a Carolina del Sud, a l'edat de 20 anys, es va convertir en ciutadà estatunidenc. L'exèrcit el va enviar a estudiar enginyeria al Lafayette College, a Pennsylvania, però el programa d'especialització va ser cancel·lat i Kissinger va ser reassignat a la 84a divisió d'infanteria. Allà, va conèixer Fritz G. A. Kraemer, un oficial i immigrant de la seua natal Alemanya, amb el qual va establir una gran amistat, malgrat la diferència d'edat, a més de ser qui va destacar de Kissinger la seva intel·ligència i fluïdesa amb l'alemany, talents que Kraemer li va incentivar a utilitzar a favor seu i que va aprofitar per a introduir el jove Henry Kissinger a la secció d'intel·ligència militar de la divisió, per a la qual va exercir la missió d'encarregar-se de les tasques d'intel·ligència de més risc durant l'Ofensiva de les Ardenes.
Durant l'avanç estatunidenc a Alemanya, Kissinger, només un soldat, va ser de gran utilitat, essent encarregat de l'administració de la ciutat de Krefeld, a causa de la manca de parlants alemanys entre el personal d'intel·ligència de la divisió. Kissinger es va basar en el seu coneixement de la societat alemanya per a anar destituint i traient els nazis dels càrrecs civils, així com per a salvaguardar les tropes dels espies del govern del Tercer Reich i així restaurar una administració civil eficient a la ciutat, una vegada derrotades les tropes nazis. En vuit dies havia establert una administració civil. Kissinger va ser reassignat al Cos de Contraintel·ligència (CIC), on es va convertir en un agent especial del CIC amb el rang de sergent. Va rebre l'encàrrec d'un equip a Hannover assignat a la recerca d'oficials de la Gestapo i altres sabotejadors, pel qual va rebre l'Estrella de Bronze. El juny de 1945, Kissinger va ser nomenat comandant del destacament CIC del metro de Bensheim, districte de Bergstrasse de Hesse, amb la responsabilitat de la desnazificació del districte. Encara que posseïa autoritat absoluta i poders d'arrest, Kissinger va tenir cura d'evitar abusos contra la població local per part del seu comandament.
El 1946, Kissinger va ser reassignat per ensenyar a l'Escola Europea d'Intel·ligència de Comandament a Camp King i, com a empleat civil després de la seva separació de l'exèrcit, va continuar servint en aquest paper. Kissinger va recordar més tard que la seva experiència a l'exèrcit «em va fer sentir com un americà».

## Carrera acadèmica

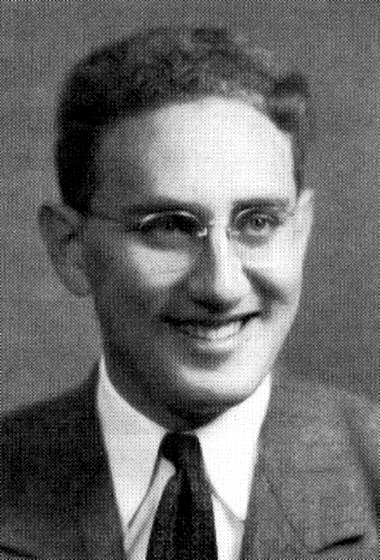
Retrat de Kissinger com a sènior de Harvard el 1950

Kissinger va rebre la seva llicenciatura summa cum laude, Phi Beta Kappa en ciències polítiques a la Universitat Harvard el 1950, on va viure a Adams House i va estudiar amb William Yandell Elliott. La seva tesi de grau superior, titulada The Meaning of History: Reflections on Spengler, Toynbee and Kant, tenia més de 400 pàgines, i va ser l'origen del límit actual d'extensió (35.000 paraules). Va rebre el seu mestratge i el PhD a la Universitat Harvard el 1951 i el 1954, respectivament. El 1952, mentre encara era estudiant de postgrau a Harvard, va exercir com a consultor del director del Psychological Strategy Board, i va fundar una revista, Confluence. En aquell moment, va buscar treballar com a espia per a l'FBI.
La tesi doctoral de Kissinger es titulava Peace, Legitimacy, and the Equilibrium (A Study of the Statesmanship of Castlereagh and Metternich). En la seva tesi doctoral, Kissinger va introduir per primera vegada el concepte de "legitimitat", que va definir com: "La legitimitat tal com s'utilitza aquí no s'ha de confondre amb la justícia. No vol dir més que un acord internacional sobre la naturalesa de la acords viables i sobre els objectius i mètodes admissibles de la política exterior". Un ordre internacional acceptat per totes les grans potències és "legítim" mentre que un ordre internacional no acceptat per una o més de les grans potències és "revolucionari" i, per tant, perillós. Així, quan després del Congrés de Viena l'any 1815, els líders de Gran Bretanya, França, Àustria, Prússia i Rússia van acordar cooperar en el Concert d'Europa per preservar la pau després que Àustria, Prússia i Rússia participessin en una sèrie de Tres particions de Polònia, des del punt de vista de Kissinger, aquest sistema internacional era "legítim" perquè va ser acceptat pels líders de les cinc grans potències d'Europa. En particular, segons el Primat der Außenpolitik de Kissinger, l'enfocament de la diplomàcia donava per fet que mentre els decisors dels principals estats estiguessin disposats a acceptar l'ordre internacional, llavors és "legítim" amb qüestions d'opinió pública i moral rebutjades com a irrellevants.
Kissinger va romandre a Harvard com a membre de la facultat del Departament de Govern, on va exercir com a director del Seminari Internacional de Harvard entre 1951 i 1971. El 1955, va ser consultor de la Junta de Coordinació d'Operacions del Consell de Seguretat Nacional. Durant els anys 1955 i 1956, també va ser director d'estudis d'armes nuclears i política exterior al Consell de Relacions Exteriors. L'any següent va publicar el seu llibre Nuclear Weapons and Foreign Policy. El llibre, que criticava la doctrina nuclear de "represàlia massiva" de l'Administració Eisenhower, va causar molta controvèrsia en aquell moment en proposar l'ús d'armes nuclears tàctiques de manera regular per guanyar guerres. Aquell mateix any, va publicar A World Restored, un estudi de la política d'equilibri de poder a l'Europa postnapoleònica.
De 1956 a 1958, Kissinger va treballar per al Rockefeller Brothers Fund com a director del seu Projecte d'Estudis Especials. Va exercir com a director del Programa d'Estudis de Defensa de Harvard entre 1958 i 1971. El 1958, també va cofundar el Centre d'Afers Internacionals amb Robert R. Bowie on va ser el seu director associat. Fora de l'acadèmia, va exercir com a consultor de diverses agències governamentals i grups de reflexió, com ara l'Oficina d'Investigació d'Operacions, l'Agència de Desarmament i Control d'Armes, el Departament d'Estat i la Corporació RAND, una companyia de producció industrial, el client més important de la qual era, ni més ni menys, que l'Exèrcit dels Estats Units, estant aquesta companyia estretament lligada amb el govern i amb múltiples programes de desenvolupament tecnològic i armamentístic, totes aquestes qüestions li valien per ser acusada de ser una organització militarista i sovint ser involucrada en tota mena de teories de la conspiració i acusacions de «suposats plans secrets» per a finalitats bèl·liques.
Amb ganes de tenir una major influència en la política exterior dels Estats Units, Kissinger es va convertir en assessor de política exterior de les campanyes presidencials de Nelson Rockefeller, donant suport a les seves ofertes per a la nominació republicana el 1960, 1964 i 1968. Kissinger va conèixer Richard Nixon en una festa, presentat per Clare Boothe Luce el 1967, dient que el trobava més "reflexiu" del que esperava. Durant les primàries republicanes de 1968, Kissinger va tornar a servir com a assessor de política exterior de Rockefeller i el juliol de 1968 va anomenar Nixon "el més perillós de tots els homes que es van presentar a tenir com a president". Inicialment molest quan Nixon va guanyar la nominació republicana, l'ambiciós Kissinger aviat va canviar d'opinió sobre Nixon i va contactar amb un ajudant de campanya de Nixon, Richard Allen, per declarar que estava disposat a fer qualsevol cosa per ajudar Nixon a guanyar. [44] Després que Nixon es convertís en president el gener de 1969, Kissinger va ser nomenat Conseller de Seguretat Nacional. En aquesta època era sens dubte "un dels teòrics més importants sobre política exterior produït pels Estats Units d'Amèrica", segons el seu biògraf oficial Niall Ferguson.

## Política exterior

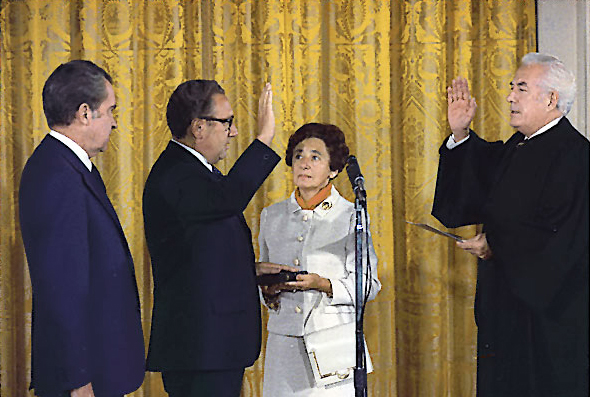
Kissinger va ser investit com a secretari d'estat pel Jutge en Cap Warren Burger, 22 de setembre de 1973. La mare de Kissinger, Paula, sosté la Bíblia mentre mira el president Nixon.

Kissinger va exercir com a  assessor de seguretat nacional i  secretari d'estat sota el president Richard Nixon, i va continuar com a secretari d'estat sota el successor de Nixon, Gerald Ford. Amb la mort de George Shultz el febrer de 2021, Kissinger és l'últim membre supervivent del gabinet de l'administració de Nixon.
La relació entre Nixon i Kissinger era inusualment estreta, i s'ha comparat amb les relacions de Woodrow Wilson amb Colonel House, o de Franklin D. Roosevelt amb Harry Hopkins. En els tres casos, el Departament d'Estat va ser relegat a un paper secundari en el desenvolupament de la política exterior Kissinger i Nixon van compartir una inclinació pel secretisme i van dur a terme nombroses negociacions de "canal posterior", com la de l'ambaixador soviètic als Estats Units, Anatoly Dobrynin, que va excloure els experts del Departament d'Estat. L'historiador David Rothkopf ha analitzat les personalitats de Nixon i Kissinger, dient:
| « | Eren una parella fascinant. En certa manera, es complementaven perfectament. Kissinger va ser l'encantador i mundà Sr. Outside que va proporcionar la gràcia i la respectabilitat intel·lectual a la qual Nixon mancava, menyspreava i aspirava. Kissinger era un ciutadà internacional. Nixon és molt un clàssic americà. Kissinger tenia una visió del món i una facilitat per ajustar-lo als temps, Nixon tenia pragmatisme i una visió estratègica que va donar les bases de les seves polítiques. Kissinger, per descomptat, diria que no era polític com Nixon, però de fet era tan polític com Nixon, igual de calculador, tan ambiciós implacable... aprovació i les seves neurosis com per les seves fortaleses.. | » |

Un defensor de la Realpolitik, Kissinger va tenir un paper dominant en la política exterior dels Estats Units entre 1969 i 1977. En aquest període, va estendre la política de distensió. Aquesta política va conduir a una relaxació significativa de les tensions entre els Estats Units i la Soviètica i va tenir un paper crucial en les converses de 1971 amb el primer ministre xinès Zhou Enlai. Les converses van concloure amb un acostament entre els Estats Units i la Xina, i la formació d'un nou alineament estratègic antisoviètic sino-americà. Va rebre conjuntament el Premi Nobel de la Pau de 1973 amb Lê Đức Thọ per ajudar a establir un alto el foc i la retirada dels Estats Units del Vietnam. L'alto el foc, però, no va ser durador. Thọ va declinar a acceptar el premi i Kissinger va semblar profundament ambivalent al respecte: va donar el seu premi en diners a una entitat benèfica, no va assistir a la cerimònia de lliurament i més tard es va oferir a retornar la seva medalla.[40] Com a assessor de seguretat nacional el 1974, Kissinger va dirigir el molt debatut Memoràndum d'estudi de seguretat nacional 200 .

## Conseller de Seguretat Nacional
Als anys cinquanta Kissinger fou nomenat conseller del polític republicà Nelson Rockefeller, governador de l'estat de Nova York, esdevenint ocasionalment conseller de Dwight Eisenhower, John Fitzgerald Kennedy i Lyndon B. Johnson.

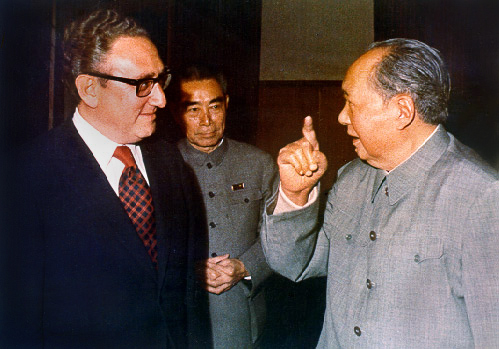
Kissinger i Mao Zedong, en presència de Zhou Enlai

### Distensió i obertura a la Xina
Kissinger inicialment tenia poc interès per la Xina quan va començar la seva feina com a assessor de Seguretat Nacional el 1969, i el motor de l'acostament a la Xina va ser Nixon. L'abril del 1970, tant Nixon com Kissinger van prometre a Chiang Ching-kuo, un líder a Taiwan, que mai abandonarien Taiwan ni farien cap compromís amb Mao Zedong, tot i que Nixon va parlar vagament del seu desig de millorar les relacions amb la República Popular.
Kissinger va fer dos viatges a la Xina el juliol i l'octubre de 1971 (el primer dels quals es va fer en secret) per a conversar amb el primer ministre Zhou Enlai, llavors responsable de la política exterior xinesa. Durant la seva visita a Pequín, el problema principal va resultar ser Taiwan, ja que Zhou va exigir als Estats Units que reconeguessin que Taiwan era una part legítima de la Xina, treure les forces nord-americanes de Taiwan i acabar amb el suport militar al règim del Kuomintang. Kissinger va cedir el pas prometent treure les forces nord-americanes de Taiwan, dient que dos terços serien retirats quan acabés la guerra del Vietnam i que la resta es retiraria a mesura que milloressin les relacions sino-americanes.
L'octubre de 1971, mentre Kissinger feia el seu segon viatge a la República Popular, es va tornar a plantejar la qüestió de quin govern xinès mereixia estar representat a les Nacions Unides. Per preocupació de no veure's abandonant un aliat, els Estats Units van intentar promoure un compromís en virtut del qual ambdós règims xinesos serien membres de l'ONU, encara que Kissinger ho va qualificar d'"una acció de rereguarda essencialment condemnada". Mentre l'ambaixador nord-americà a l'ONU George H. W. Bush pressionava per la fórmula de les "dues Xines", Kissinger eliminava les referències favorables a Taiwan d'un discurs que estava preparant Rogers, ja que esperava que la Xina fos expulsada de l'ONU. Durant la seva segona visita a Pequín, Kissinger va dir a Zhou que, segons una enquesta d'opinió pública, el 62% dels nord-americans volien que Taiwan continués sent membre de l'ONU i li va demanar que considerés el compromís de les "dues Xines" per evitar ofendre l'opinió pública nord-americana. Zhou va respondre amb la seva afirmació que la República Popular era el govern legítim de tota la Xina i no era possible cap compromís amb la qüestió de Taiwan. Kissinger va dir que els Estats Units no podrien trencar totalment els llaços amb Chiang, que havia estat un aliat a la Segona Guerra Mundial. Kissinger va dir a Nixon que Bush era "massa suau i no prou sofisticat" per representar correctament els Estats Units a l'ONU, i no va expressar cap ira quan l'Assemblea General de l'ONU va votar a favor d'expulsar Taiwan i donar l'escó de la Xina al Consell de Seguretat de l'ONU a la República Popular.
Els viatges de Kissinger van obrir el camí per a la cimera de 1972 entre Nixon, Zhou i el president del Partit Comunista Xinès, Mao Zedong, així com la formalització de les relacions entre els dos països, posant fi a 23 anys d'aïllament diplomàtic i hostilitat mútua. El resultat va ser la formació d'una aliança estratègica antisoviètica tàcita entre la Xina i els Estats Units. La diplomàcia de Kissinger va provocar intercanvis econòmics i culturals entre les dues parts i l'establiment d'"oficines d'enllaç" a les capitals xineses i americanes, tot i que la normalització total de les relacions amb la Xina no es produiria fins al 1979.

### Guerra del Vietnam

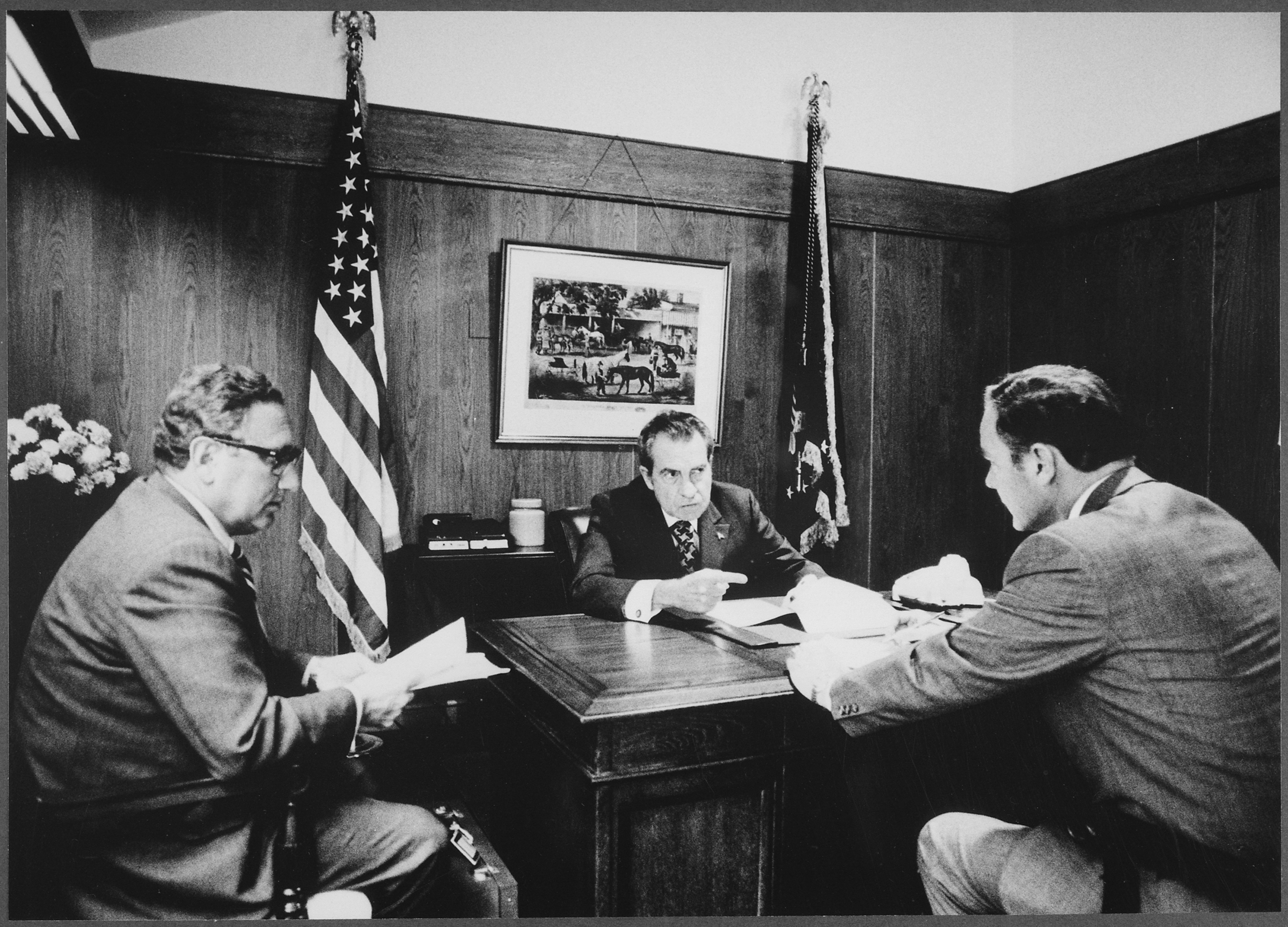
Kissinger i el president Richard Nixon discutint la situació del Vietnam a Camp David, 1972 (amb Alexander Haig)

La participació de Kissinger a Indoxina va començar abans del seu nomenament com a assessor de seguretat nacional de Nixon. Mentre encara era a Harvard, havia treballat com a consultor en política exterior tant a la Casa Blanca com al Departament d'Estat. En una iniciativa de pau de 1967, faria de mitjancer entre Washington i Hanoi.
Quan va entrar al càrrec el 1969, Kissinger va afavorir una estratègia de negociació en virtut de la qual els Estats Units i el Vietnam del Nord signarien un armistici i van acordar retirar les seves tropes del Vietnam del Sud mentre el govern de Vietnam del Sud i el Viet Cong havien d'acordar una coalició de govern. Kissinger tenia dubtes sobre la teoria de la "vinculació" de Nixon, creient que això donaria a la Unió Soviètica influència sobre els Estats Units i, a diferència de Nixon, estava menys preocupat pel destí final de Vietnam del Sud. Tot i que Kissinger no considerava que Vietnam del Sud fos important per dret propi, creia que era necessari donar suport a Vietnam del Sud per mantenir els Estats Units com a potència global, creient que cap dels aliats d'Amèrica confiaria en els Estats Units si també s'abandonava Vietnam del Sud. ràpidament.
A principis de 1969, Kissinger es va oposar als plans per a l'Operació Menu, el bombardeig de Cambodja, tement que Nixon actués precipitadament sense plans per a la caiguda diplomàtica, però el 16 de març de 1969, Nixon va anunciar que el bombardeig començaria l'endemà. A mesura que va veure que el president estava compromès, es va tornar cada cop més solidari. Kissinger tindria un paper clau en el bombardeig de Cambodja per interrompre les incursions al Vietnam del Sud des de Cambodja, així com la campanya de Cambodja de 1970 i el posterior bombardeig generalitzat dels objectius dels Khmer Roigs a Cambodja.
Les converses de pau de París s'havien estancat a finals de 1969 a causa de l'obstruccionisme de la delegació de Vietnam del Sud. El president sud-vietnamita, Nguyễn Văn Thiệu, no volia que els Estats Units es retiressin del Vietnam, i per frustració amb ell, Kissinger va decidir iniciar converses de pau secretes amb Thọ a París paral·leles a les converses oficials que els sud-vietnamites desconeixien.
El juny de 1971, Kissinger va donar suport a l'esforç de Nixon per prohibir els Papers del Pentàgon dient que la "hemorràgia de secrets d'estat" als mitjans de comunicació estava fent impossible la diplomàcia.
L'1 d'agost de 1972, Kissinger va tornar a trobar Thọ a París, i per primera vegada, semblava disposat a comprometre's, dient que els termes polítics i militars d'un armistici es podrien tractar per separat i va donar a entendre que el seu govern ja no estava disposat a fer l'enderrocament. de Thiệu una condició prèvia.
La nit del 8 d'octubre de 1972, en una reunió secreta de Kissinger i Thọ a París es va produir l'avenç decisiu en les converses. Thọ va començar amb "una proposta molt realista i molt senzilla" per a un alto el foc que veuria els nord-americans treure totes les seves forces de Vietnam a canvi de l'alliberament de tots els presoners de guerra al Vietnam del Nord. Kissinger va acceptar l'oferta de Thọ com el millor tracte possible, dient que s'havia d'abandonar la "fórmula de retirada mútua" ja que era "inabastable durant deu anys de guerra... No podríem posar-la com a condició per a un acord definitiu. Fa temps que havíem superat aquest llindar".
A la tardor de 1972, tant Kissinger com Nixon es van veure frustrats per la negativa de Thiệu a acceptar qualsevol tipus d'acord de pau que demanés la retirada de les forces nord-americanes. El 21 d'octubre Kissinger i l'ambaixador nord-americà Ellsworth Bunker van arribar a Saigon per mostrar a Thiệu l'acord de pau. Thiệu es va negar a signar l'acord de pau i va exigir esmenes molt extenses que Kissinger va informar a Nixon "al punt de la bogeria".
Encara que Nixon havia donat suport inicialment a Kissinger contra Thiệu, H.R. Haldeman i John Ehrlichman el van instar a reconsiderar-se, argumentant que les objeccions de Thiệu tenien mèrit. Nixon volia 69 esmenes a l'esborrany d'acord de pau inclòs en el tractat final, i va ordenar a Kissinger que tornés a París per forçar Thọ a acceptar-les. Kissinger va considerar les 69 esmenes de Nixon com a "absurdes", ja que sabia que Thọ mai les acceptaria. Com era d'esperar, Thọ es va negar a considerar qualsevol de les 69 esmenes, i el 13 de desembre de 1972, va marxar de París cap a Hanoi. En aquest moment, Kissinger es va convertir en un estat de fúria després que Thọ abandonés les converses de París i li digués a Nixon: "Només són un munt de merdes. Merdes brutes i brutes".
El 8 de gener de 1973, Kissinger i Thọ es van tornar a reunir a París i l'endemà van arribar a un acord, que en els punts principals era essencialment el mateix que el que Nixon havia rebutjat a l'octubre amb només concessions cosmètiques als nord-americans. Thiệu va rebutjar de nou l'acord de pau, només per rebre un ultimàtum de Nixon que va fer que Thiệu acceptés l'acord de pau de mala gana. El 27 de gener de 1973, Kissinger i Thọ van signar un acord de pau que demanava la retirada completa de totes les forces nord-americanes del Vietnam al març a canvi que el Vietnam del Nord alliberés tots els presoners de guerra dels Estats Units.
Juntament amb Thọ, Kissinger va rebre el Premi Nobel de la Pau el 10 de desembre de 1973, pel seu treball en la negociació dels altos el foc continguts en els Acords de Pau de París sobre "Acabar amb la guerra i restaurar la pau al Vietnam", signats el gener anterior. Segons Irwin Abrams, aquest premi va ser el més controvertit fins ara. Per primera vegada en la història del Premi de la Pau, dos membres van abandonar el Comitè Nobel en protesta. Thọ va rebutjar el premi, dient a Kissinger que la pau no s'havia restaurat al Vietnam del Sud. Kissinger va escriure al Comitè Nobel que va acceptar el premi "amb humilitat", i "va donar tota la recaptació als fills dels militars nord-americans assassinats o desapareguts en acció a Indoxina". Després de la caiguda de Saigon el 1975, Kissinger va intentar tornar el premi.

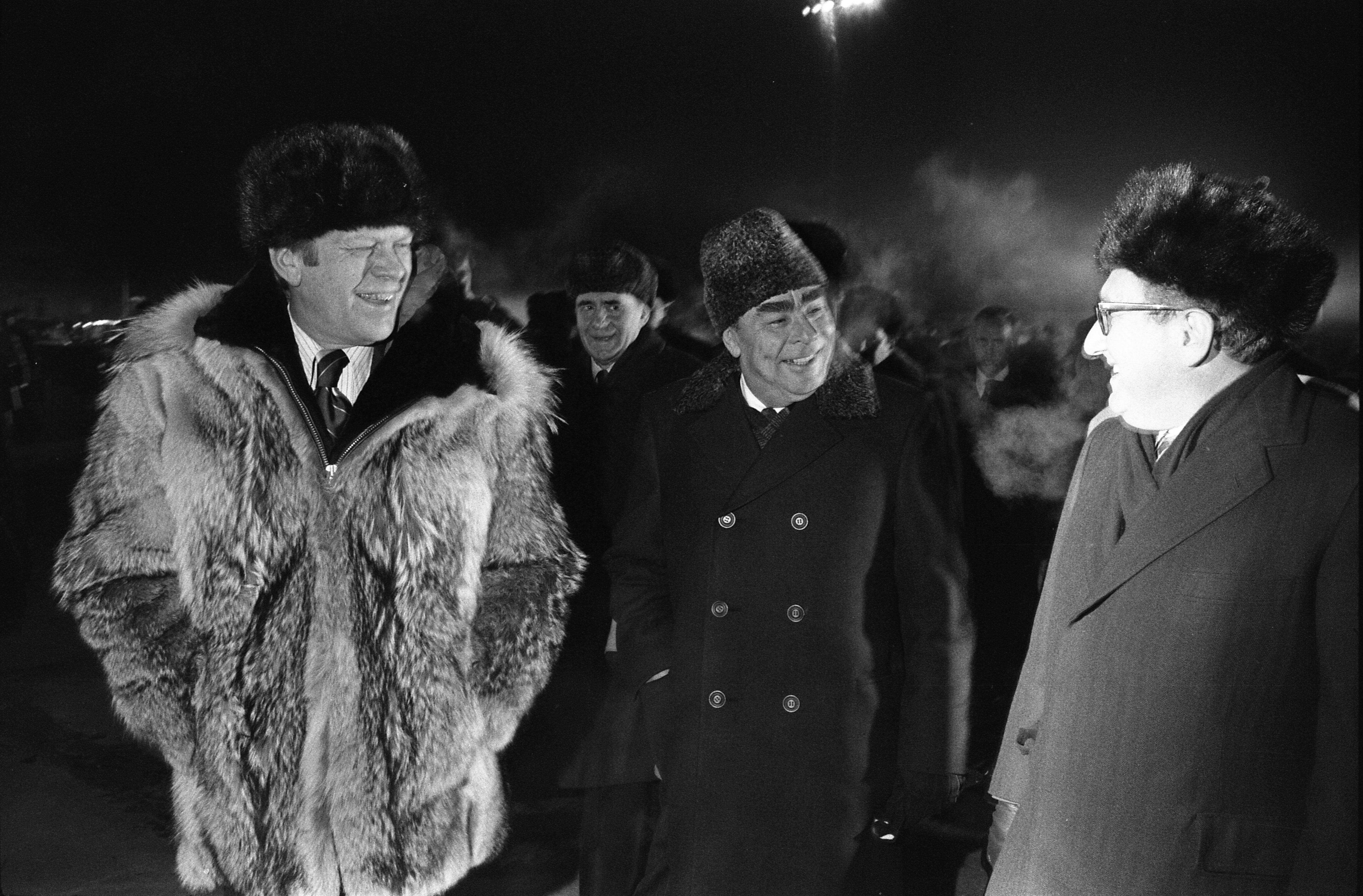
El president Ford, el secretari general Leonid Brèjnev i Kissinger parlant informalment a la cimera de Vladivostok el 1974

A l'estiu de 1974, l'ambaixada dels Estats Units va informar que la moral a l'ARVN havia caigut a nivells perillosament baixos i no estava segur quant més duraria Vietnam del Sud. L'agost de 1974, el Congrés va aprovar un projecte de llei que limitava l'ajuda nord-americana a Vietnam del Sud a 700 milions de dòlars anuals. Al novembre de 1974, Kissinger va pressionar Brèjnev per posar fi a l'ajuda militar soviètica al Vietnam del Nord. El mateix mes, també va pressionar Mao i Zhou perquè acabessin amb l'ajuda militar xinesa al Vietnam del Nord. El 15 d'abril de 1975, Kissinger va declarar davant el Comitè d'Apropiacions del Senat, instant al Congrés a augmentar el pressupost d'ajuda militar al Vietnam del Sud en 700 milions de dòlars més per salvar l'ARVN com a Exèrcit Popular de Vietnam PAVN.avançava ràpidament cap a Saigon, cosa que va ser rebutjada. Kissinger va mantenir en aquell moment, i encara manté, que si només el Congrés hagués aprovat la seva sol·licitud d'uns 700 milions de dòlars més, Vietnam del Sud hauria pogut resistir.
El novembre de 1975, set mesos després que els Khmer Roigs prenguessin el poder, Kissinger va dir al ministre d'Afers Exteriors tailandès: "Hauries de dir als cambodjans que serem amics d'ells. Són matons assassins, però no deixarem que això s'interposi en el nostre camí." En una entrevista de 1998, Kissinger va dir: "alguns països, els xinesos en particular van donar suport a Pol Pot com a contrapès al poble recolzat pels vietnamites i almenys nosaltres ho vam tolerar". Kissinger va dir que no ho va aprovar a causa del genocidi i va dir que "no hauria tractat amb Pol Pot per cap propòsit". A més, va dir: "Els tailandesos i els xinesos no volien una Indoxina dominada pels vietnamites. Nosaltres no volia que els vietnamites dominessin. No crec que hem fet res per Pol Pot. Però sospito que vam tancar els ulls quan alguns altres van fer alguna cosa per Pol Pot."

#### Entrevista amb Oriana Fallaci
El 4 de novembre de 1972, Kissinger va acceptar una entrevista amb la periodista italiana Oriana Fallaci. Kissinger, que poques vegades feia entrevistes individuals amb la premsa i sabia molt poc de Fallaci, va acceptar la seva sol·licitud després d'haver quedat impressionat amb la seva entrevista de 1969 amb Võ Nguyên Giáp. L'entrevista va resultar ser un desastre polític i de relacions públiques per a Kissinger, ja que va acceptar que el Vietnam era una "guerra inútil", va implicar que preferia sopar amb Lê Đức Thọ en lloc de Nguyễn Văn Thiệu (al seu llibre de 1976 Entrevista amb la Història, Fallaci va recordar que Kissinger va estar d'acord amb molts dels seus sentiments negatius cap a Thiệu en una discussió privada abans de l'entrevista) i va participar en un intercanvi ara infame amb la Fallaci pressionant i comparant-lo amb un vaquer que liderava l'administració Nixon:
Fallaci: Suposo que a l'arrel de tot hi ha el seu èxit. Vull dir, com un jugador d'escacs, ha fet dos o tres bons moviments. La Xina, en primer lloc. A la gent li agraden els jugadors d'escacs que fan escac i mat el rei.
Kissinger: Sí, la Xina ha estat un element molt important en la mecànica del meu èxit. I, tanmateix, aquest no és el punt principal. El punt principal. .. Doncs sí, t'ho diré. Què m'importa? El punt principal sorgeix del fet que sempre he actuat sol. Als americans els agrada molt. Als nord-americans els agrada el vaquer que condueix el tren vagó caminant tot sol sobre el seu cavall, el vaquer que entra tot sol a la ciutat, al poble, amb el seu cavall i res més. Potser fins i tot sense pistola, ja que no dispara. Actua, això és tot, posant-se al lloc correcte en el moment adequat. En resum, un western.
Fallaci: Ja veig. Et veus com una mena d'Henry Fonda, desarmat i disposat a lluitar a cops de puny per ideals honestos. Sol, valent...
Kissinger: No necessàriament valent. De fet, aquest vaquer no ha de ser valent. Tot el que necessita és estar sol, mostrar als altres que entra a la ciutat i ho fa tot sol. Aquest personatge sorprenent i romàntic em va precisament perquè estar sol sempre ha estat part del meu estil o, si vols, de la meva tècnica. Juntament amb la independència. Oh, això és molt important per a mi i per a mi. I finalment, convicció. Sempre he estat convençut que havia de fer el que he fet. I la gent ho sent, i hi creu. I m'importa el fet que creguin en mi quan et trobes o convèncer algú, no l'has de confondre. Tampoc no pots només calcular. Algunes persones pensen que planejo acuradament quines han de ser les conseqüències, per al públic, de qualsevol de les meves iniciatives o esforços. Creuen que aquesta preocupació sempre està al meu cap. En canvi, les conseqüències del que faig, vull dir el judici del públic, no m'han molestat mai. No demano popularitat, no busco popularitat. Al contrari, si realment ho voleu saber, no m'importa gens la popularitat. No tinc gens por de perdre el meu públic; Em puc permetre dir el que penso. Em refereixo al que hi ha dins de mi. Si em deixés molestar per les reaccions del públic, si actués únicament sobre la base d'una tècnica calculada, no aconseguiria res. no tinc gens por de perdre el meu públic; Em puc permetre dir el que penso. Em refereixo al que hi ha dins de mi. Si em deixés molestar per les reaccions del públic, si actués únicament sobre la base d'una tècnica calculada, no aconseguiria res.
Nixon es va enfurismar per l'entrevista, en particular per la còmica comparació "Cowboy" que va enfuriar i ofendre Nixon. Durant diverses setmanes després, es va negar a veure Kissinger i fins i tot va contemplar acomiadar-lo. En un moment donat, Kissinger, desesperat, va anar sense avisar a la residència de Nixon a San Clemente només per ser rebutjat pel personal del Servei Secret a les portes. Més tard, Kissinger va afirmar que va ser "la conversa més desastrosa que he tingut mai amb qualsevol membre de la premsa". Fallaci, per la seva banda, va descriure més tard l'entrevista amb l'evasiu, monòton i inexpressiu Kissinger com la més incòmoda i difícil que mai va fer, criticant a Kissinger com a "aventurer intel·lectual" i com ha cregut que fos Metternich.

### Guerra d'Alliberament de Bangla Desh

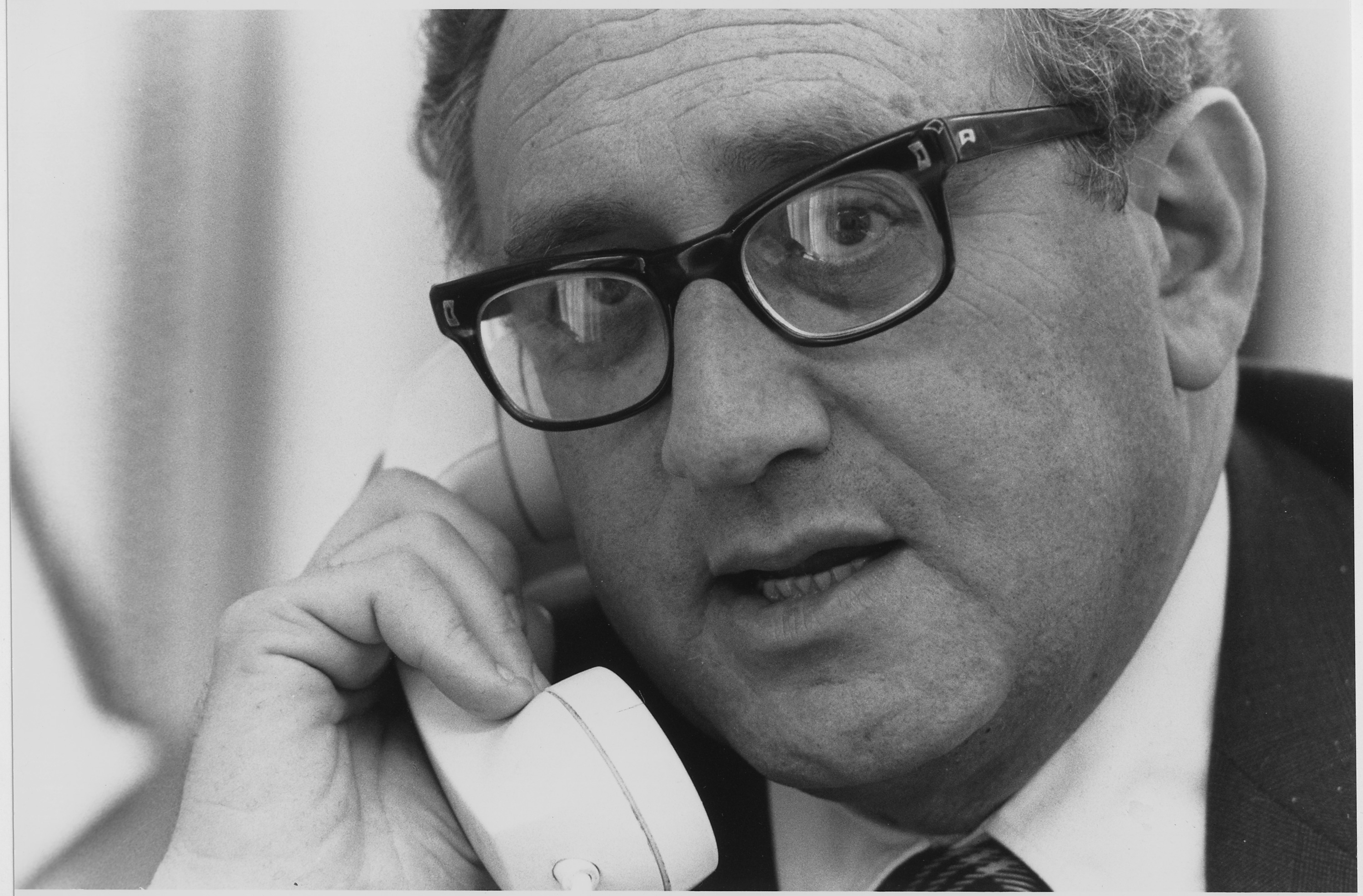
Kissinger a l'ala oest com a conseller de seguretat nacional.

Nixon va donar suport al dictador pakistanès, el general Yahya Khan, a la Guerra d'Alliberament de Bangla Desh el 1971. Kissinger es va burlar de la gent que "sagnava" per "els bengalís moribunds " i va ignorar el primer telegrama del cònsol general dels Estats Units al Pakistan oriental, Archer K. Blood, i 20 membres del seu personal, que van informar als Estats Units que els seus aliats del Pakistan occidental estaven duent a terme, en paraules de Blood, "un genocidi selectiu" contra la intel·lectualitat bengalí, els partidaris de la independència del Pakistan oriental i la minoria hindú. En el segon, més famós, Blood Telegram, la paraula "genocidi" es va tornar a utilitzar per descriure els esdeveniments i, a més, amb el seu continu suport al Pakistan Occidental, el govern dels Estats Units havia "evidenciat... la fallida moral". Com a resposta directa a la dissidència contra la política nord-americana, Kissinger i Nixon van posar fi al mandat d'Archer Blood com a cònsol general dels Estats Units al Pakistan Oriental i el van posar a treballar a l'Oficina de Personal del Departament d'Estat. Christopher Clary argumenta que Nixon i Kissinger estaven inconscientment esbiaixats, el que els va portar a sobreestimar la probabilitat de la victòria pakistanesa contra els rebels bengalís.
Kissinger estava especialment preocupat per l'expansió de la influència soviètica al subcontinent indi com a resultat d'un tractat d'amistat signat recentment per l'Índia i l'URSS, i va intentar demostrar a la República Popular de la Xina (aliat del Pakistan i enemic tant de l'Índia com de l'URSS). l'URSS) el valor d'una aliança tàcita amb els Estats Units.
Kissinger també havia estat criticat pels comentaris privats que va fer a Nixon durant la guerra de Bangla Desh-Pakistan en què va descriure la primera ministra índia Indira Gandhi com una "gossa" i una "bruixa". També va dir que “els indis són bastards”, poc abans de la guerra. Des de llavors, Kissinger ha expressat el seu pesar pels comentaris.

### Europa
Com a conseller de seguretat nacional sota Nixon, Kissinger va ser pioner en la política de distensió amb la Unió Soviètica, buscant una relaxació de les tensions entre les dues superpotències. Com a part d'aquesta estratègia, va negociar les converses sobre limitació d'armes estratègiques (que culminaven amb el tractat SALT I) i el Tractat de míssils antibalístics amb Leonid Brèjnev, secretari general del Partit Comunista Soviètic. Originalment se suposava que les negociacions sobre el desarmament estratègic havien de començar sota l'Administració Johnson, però es van ajornar en protesta per la invasió de les tropes del Pacte de Varsòvia a Txecoslovàquia l'agost de 1968.
Nixon va sentir que la seva administració havia descuidat les relacions amb els estats d'Europa occidental en el seu primer mandat i el setembre de 1972 va decidir que, si era reelegit, el 1973 seria l'"Any d'Europa", ja que els Estats Units es centrarien en les relacions amb els estats de la Comunitat Econòmica Europea que havia emergit com un seriós rival econòmic el 1970. Aplicant el seu concepte de " vinculació " favorit, Nixon pretenia que les relacions econòmiques amb Europa no es separessin de les relacions de seguretat, i si els estats de la CEE volien canvis en Les polítiques aranzelàries i monetàries americanes, el preu seria la despesa de defensa per part seva. Kissinger, en particular, com a part de l'"Any d'Europa", va voler "revitalitzar" l'OTAN, que va qualificar d'aliança "en decadència" ja que creia que no hi havia res en l'actualitat que impedís que l'Exèrcit Roig envaís Europa occidental en un conflicte de forces convencionals. El concepte de "vinculació" més aplicat a la qüestió de la seguretat, ja que Kissinger va assenyalar que els Estats Units anaven a sacrificar l'OTAN pel bé dels "cítrics".

### Política israeliana i jueus soviètics

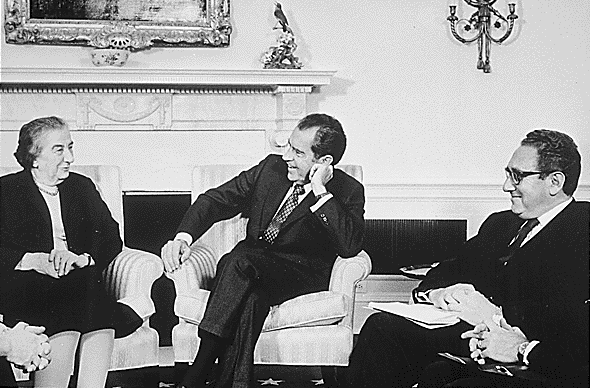
Kissinger seu a l'oficina oval amb el president Nixon i la primera ministra israeliana Golda Meïr, 1973.

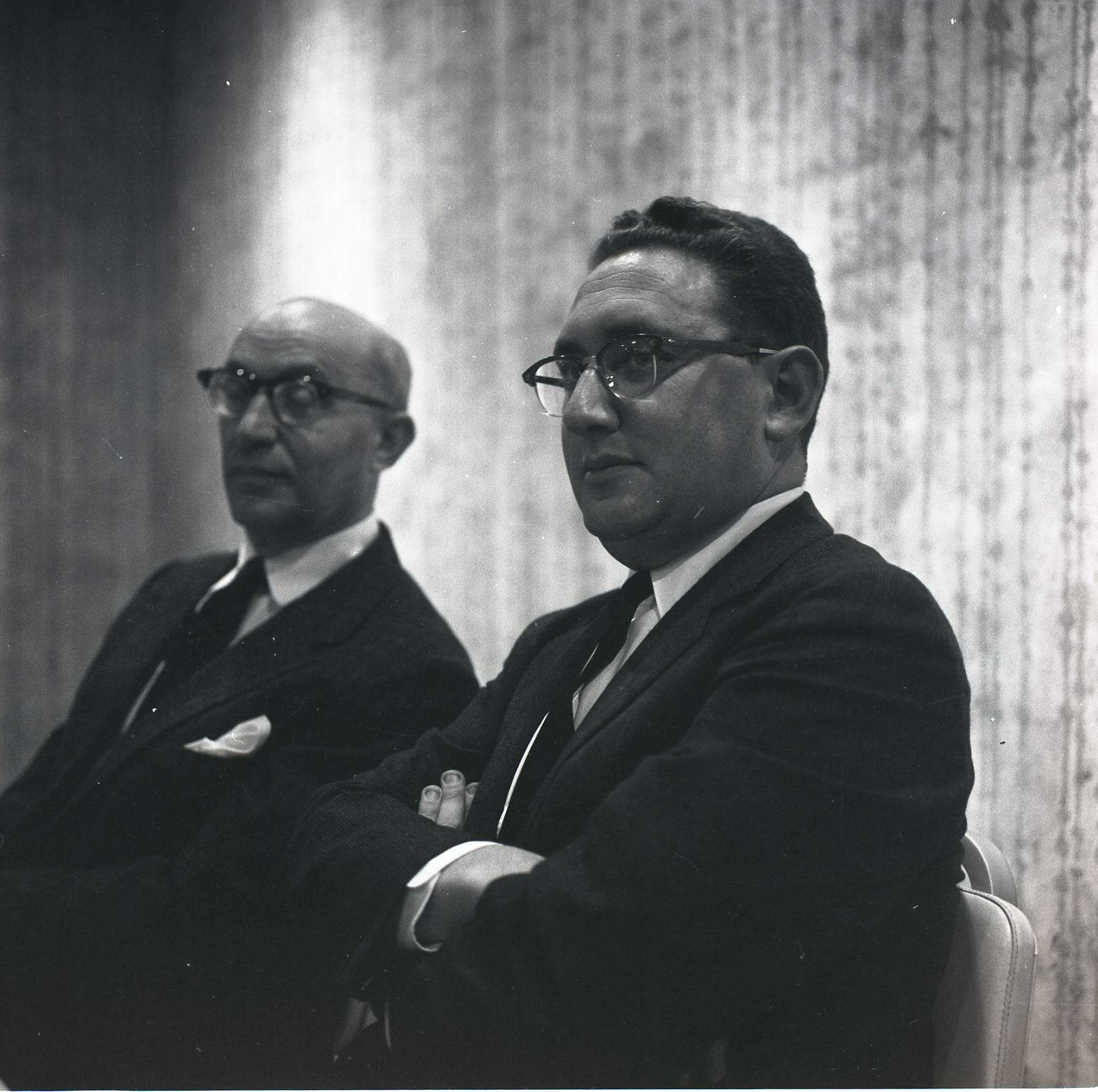
Kissinger durant una visita a Israel el 1961

Segons les notes preses per H. R. Haldeman, Nixon "va ordenar als seus ajudants que excloguessin a tots els jueus-americans de l'elaboració de polítiques sobre Israel", inclòs Kissinger.Una nota cita a Nixon dient "treu a K. [Kissinger] fora de l'obra, Haig s'encarrega".
El 1973, Kissinger no creia que pressionar la Unió Soviètica pel que fa a la difícil situació dels jueus perseguits allà fos en interès de la política exterior dels Estats Units. En conversa amb Nixon poc després d'una reunió amb la primera ministra israeliana Golda Meïr l'1 de març de 1973, Kissinger va declarar: "L'emigració de jueus de la Unió Soviètica no és un objectiu de la política exterior nord-americana, i si posen jueus a les cambres de gas a la Unió Soviètica, no és una preocupació nord-americana. Potser una preocupació humanitària"

### Disputa àrab-israelià
El setembre de 1973, Nixon va acomiadar Rogers com a secretari d'Estat i el va substituir per Kissinger. Més tard afirmaria que no li havien donat prou temps per conèixer l'Orient Mitjà quan es va instal·lar al Departament d'Estat. Kissinger va admetre més tard que estava tan absort amb les converses de pau de París per posar fi a la guerra del Vietnam que ell i altres persones a Washington van perdre la importància de l'aliança egipcio-saudita. Sadat esperava com a recompensa que els Estats Units responguessin pressionant Israel perquè retornés el Sinaí a Egipte, però després de no rebre cap resposta dels Estats Units, el novembre de 1972 Sadat es va apropar de nou a la Unió Soviètica, comprant una quantitat massiva d'armes soviètiques per a una guerra que planejava llançar contra Israel el 1973.
Kissinger va retardar l'explicació del president Richard Nixon sobre l'inici de la guerra del Yom Kippur el 1973 per tal d'evitar que interferís en el conflicte naixent. El 6 d'octubre de 1973, els israelians van informar a Kissinger de l'atac a les 6 del matí; Kissinger va esperar gairebé 3+1⁄2 hores abans que informés a Nixon. Segons Kissinger, se li va notificar a les 6:30 am (12:30 pm, hora d'Israel) que la guerra era imminent, i les seves crides urgents als soviètics i egipcis van ser ineficaces. El 12 d'octubre, sota la direcció de Nixon, i en contra del consell inicial de Kissinger, mentre Kissinger anava de camí a Moscou per discutir les condicions per a un alto el foc, Nixon va enviar un missatge a Bréjnev donant-li a Kissinger plena autoritat de negociació. Kissinger volia frenar un alto el foc per guanyar més temps perquè Israel creués el canal de Suez a la riba africana, i volia ser percebut com un simple emissari presidencial que necessitava consultar la Casa Blanca tot el temps com una tàctica estancada.

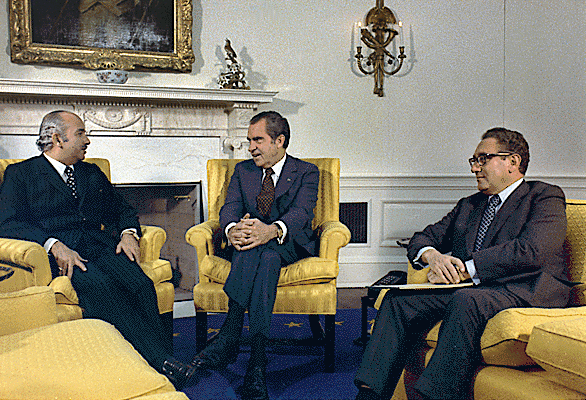
El 31 d'octubre de 1973, el ministre d'Afers Exteriors egipci Ismail Fahmi (esquerra) es reuneix amb Richard Nixon (centre) i Henry Kissinger (dreta), aproximadament una setmana després del final dels combats a la guerra de Yom Kippur.

Kissinger va prometre a la primera ministra israeliana Golda Meïr que els Estats Units substituirien les seves pèrdues d'equipament després de la guerra, però inicialment va intentar retardar els enviaments d'armes a Israel, ja que creia que milloraria les probabilitats de fer la pau seguint la línia de seguretat de la Resolució 242 del Consell de les Nacions Unides. El 1973, Meir va demanar 850 milions de dòlars d'armes i equipament nord-americans per reemplaçar les seves pèrdues materials. En canvi, Nixon va enviar uns 2.000 milions de dòlars. L'aixecament d'armes va enfurir el rei Faisal de l'Aràbia Saudita, i va prendre represàlies el 20 d'octubre de 1973, posant un embargament total sobre els enviaments de petroli als Estats Units, als quals s'afegiran tots els altres estats àrabs productors de petroli excepte l'Iraq i Líbia.
El 7 de novembre de 1973, Kissinger va volar a Riad per reunir-se amb el rei Faisal i per demanar-li que acabés amb l'embargament del petroli a canvi de prometre ser "empat" en la disputa àrab-israeliana. Malgrat tots els esforços de Kissinger per encantar-lo, Faisal es va negar a aixecar l'embargament del petroli. Només el 19 de març de 1974, el rei va posar fi a l'embargament del petroli, després que Sadat li informés que els Estats Units estaven sent més "empat" i després que Kissinger hagués promès vendre armes a l'Aràbia Saudita que anteriorment havia negat en virtut dels motius que podrien ser utilitzats contra Israel.
Kissinger va pressionar els israelians perquè cedissin part de les terres recentment capturades als seus veïns àrabs, contribuint a les primeres fases de la no agressió israeliano-egipcia. Entre 1973 i 1974, Kissinger es va dedicar a la "diplomàcia de llançadora" volant entre Tel-Aviv, El Caire i Damasc en un intent de fer de l'armistici la base d'una pau permanent. La primera reunió de Kissinger amb Hafez al-Assad va durar 6 hores i 30 minuts, fet que va fer que la premsa cregués per un moment que havia estat segrestat pels sirians. A les seves memòries, Kissinger va descriure com, durant les seves 28 reunions a Damasc el 1973–74, Assad "va negociar amb tenaç i audacia com un a jugador d'un vaixell fluvial per assegurar-se que havia exigit l'última part de les concessions disponibles".
En canvi, les negociacions de Kissinger amb Sadat, encara que no exemptes de dificultats, van ser més fructíferes. La mesura va veure un escalfament a les relacions entre els Estats Units i l'Egipte, amarg des dels anys 50, quan el país es va allunyar de la seva antiga posició independent i es va establir en una estreta associació amb els Estats Units.
Kissinger havia evitat involucrar França i el Regne Unit, les antigues potències colonials europees de l'Orient Mitjà, en les negociacions de pau posteriors al Yom Kippur, centrant-se principalment a minimitzar el domini de la Unió Soviètica sobre les negociacions de pau i a moderar les influències internacionals en les negociacions de pau. el conflicte àrab-israelià. El president Pompidou de França estava preocupat i pertorbat per aquest desenvolupament, i ho va veure com una indicació de les ambicions dels Estats Units de dominar hegemònicament la regió.

### Golf Pèrsic

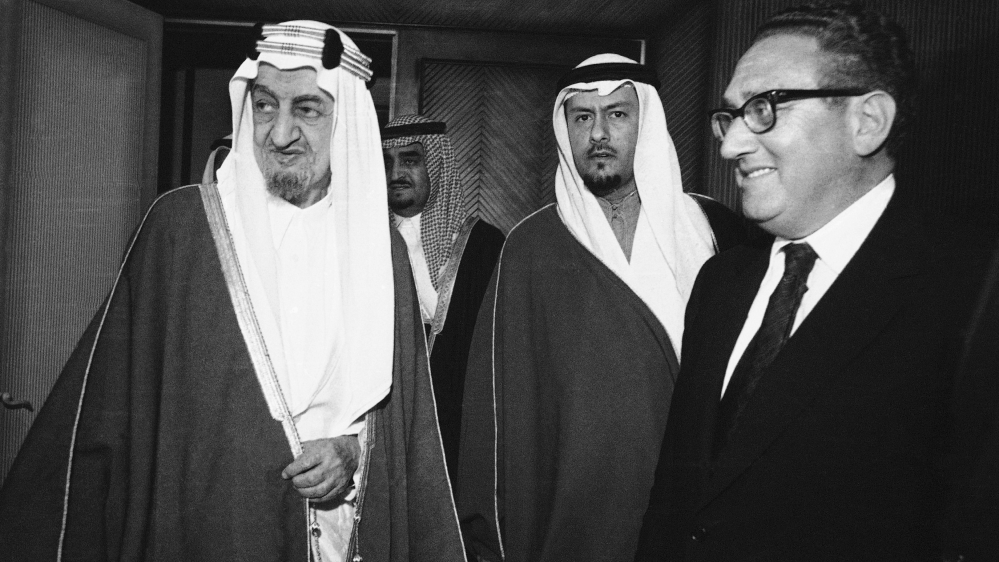
Kissinger i el rei Faisal de l'Aràbia Saudita a Riad el 19 de març de 1975. Al fons, darrere de Faisal, hi ha el seu germanastre, el futur rei Fahd.

Una de les principals preocupacions de Kissinger era la possibilitat d'una influència soviètica al golf Pèrsic. L'abril de 1969, l'Iraq va entrar en conflicte amb l'Iran quan el xa Mohammad Reza Pahlavi va renunciar al tractat de 1937 que governava el riu Xatt al-Arab. L'1 de desembre de 1971, després de dos anys d'escaramusses a la frontera, el president Ahmad Hassan al-Bakr va trencar les relacions diplomàtiques amb l'Iran. Al maig de 1972, Nixon i Kissinger van visitar Teheran per dir-li al xa que no hi hauria "endevinar les seves peticions" per comprar armes americanes. Al mateix temps, Nixon i Kissinger van acordar un pla del xa que els Estats Units juntament amb l'Iran i Israel donarien suport a la guerrilla peshmerga kurda que lluitava per la independència de l'Iraq. Kissinger va escriure més tard que després del Vietnam, no hi havia possibilitat de desplegar forces nord-americanes a l'Orient Mitjà, i d'ara endavant l'Iran havia d'actuar com a substitut d'Amèrica al Golf Pèrsic. Kissinger va descriure el règim baath a l'Iraq com una amenaça potencial per als Estats Units i creia que construir l'Iran i donar suport als peshmerga era el millor contrapès.

### Invasió turca de Xipre
Després d'un període de relacions estables entre el govern dels Estats Units i el règim militar grec després de 1967, el secretari d'Estat Kissinger es va enfrontar al cop d'estat de la junta grega i la invasió turca de Xipre el juliol i l'agost de 1974. En una edició d'agost de 1974 de The New York Times, es va revelar que Kissinger i el Departament d'Estat van ser informats per endavant del cop d'estat imminent per part de la junta grega a Xipre. De fet, segons el periodista, la versió oficial dels fets explicada pel Departament d'Estat era que considerava que havia d'advertir el règim militar grec que no fes el cop d'estat. Kissinger era un objectiu del sentiment antiamericà que era una característica important de l'opinió pública grega de l'època, sobretot entre els joves, que veia el paper dels Estats Units a Xipre com a negatiu. En una manifestació d'estudiants a Heraklion, Creta poc després de la segona fase de la invasió turca l'agost de 1974, es van publicar consignes com "Kissinger, assassí", "Els americans surten", "No a la partició" i Es va escoltar "Xipre no és Vietnam". Uns anys més tard, Kissinger va expressar l'opinió que la qüestió de Xipre es va resoldre el 1974. The New York Times i altres diaris importants van ser molt crítics, i fins i tot els funcionaris del Departament d'Estat no van amagar la seva insatisfacció amb la seva suposada arrogància i desconeixement dels fonaments bàsics.
No obstant això, Kissinger mai es va sentir còmode amb la manera com va gestionar la qüestió de Xipre. El periodista Alexis Papahelas va afirmar que "l'expressió facial de Kissinger canvia notablement quan algú —normalment grec o xipriota— es refereix a la crisi". Segons ell, Kissinger havia sentit des de l'estiu de 1974 que la història no el tractaria a la lleugera en relació amb les seves accions.

### Política llatinoamericana

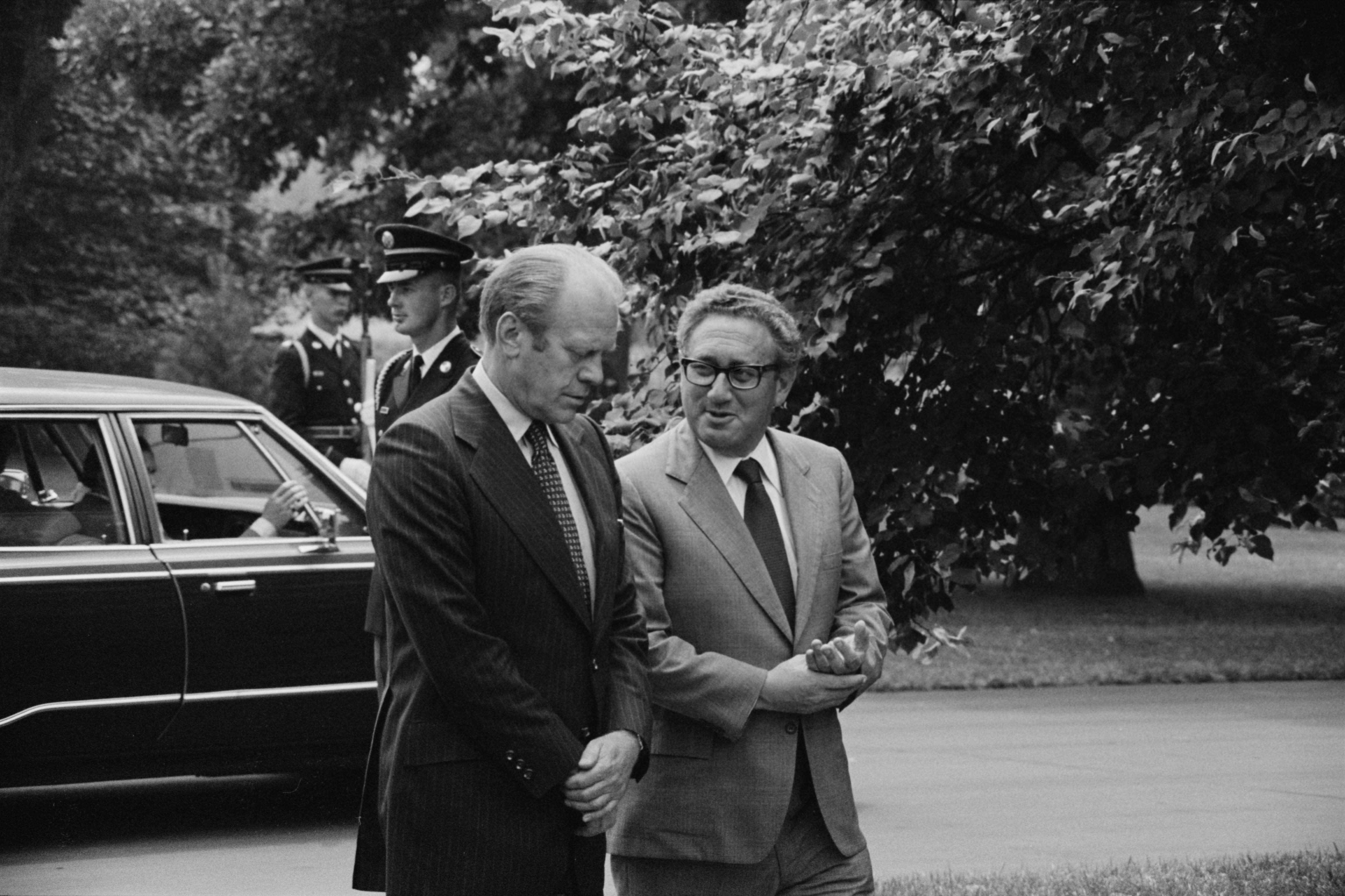
Ford i Kissinger conversant als terrenys de la Casa Blanca, agost de 1974

Els Estats Units van continuar reconeixent i mantenint relacions amb governs no d'esquerres, tant democràtics com autoritaris. L'Aliança per al Progrés de John F. Kennedy es va acabar el 1973. El 1974 van començar les negociacions sobre un nou acord per al Canal de Panamà, i finalment van portar als Tractats Torrijos-Carter i el lliurament del Canal al control panameny.
Kissinger va donar suport inicialment a la normalització de les relacions Estats Units-Cuba, trencades des de 1961 (tot el comerç entre Estats Units i Cuba va ser bloquejat el febrer de 1962, unes setmanes després de l'exclusió de Cuba de l'Organització d'Estats Americans a causa de la pressió dels Estats Units). No obstant això, ràpidament va canviar d'opinió i va seguir la política de Kennedy. Després de la implicació de les Forces Armades Revolucionàries Cubanes en les lluites per la independència a Angola i Moçambic, Kissinger va dir que si Cuba no retirava les seves forces, les relacions no es normalitzarien. Cuba es va negar.

#### Intervenció a Xile

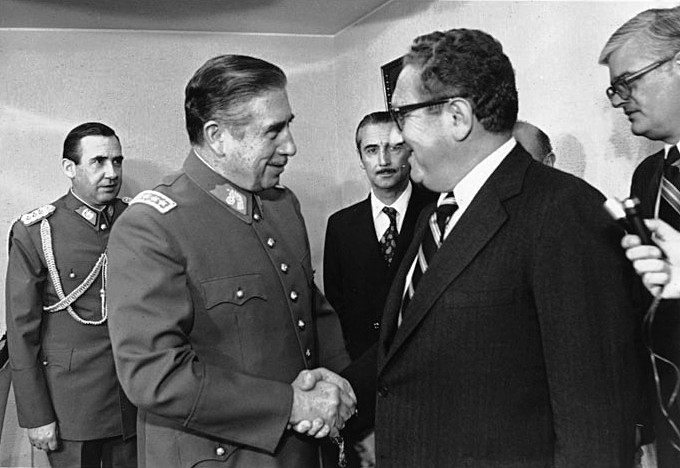
El president xilè Augusto Pinochet es va donar la mà a Kissinger el 1976

El candidat a la presidència del Partit Socialista Xilè Salvador Allende va ser elegit per una pluralitat del 36,2% el 1970, cosa que va causar serioses preocupacions a Washington, DC, a causa de la seva política obertament socialista i procubana. L'administració de Nixon, amb l'aportació de Kissinger, va autoritzar l'Agència Central d'Intel·ligència (CIA) a fomentar un cop d'estat militar que impediria la presa de possessió d'Allende, però el pla no va tenir èxit.
L'11 de setembre de 1973, Allende va morir durant un cop d'estat militar llançat pel comandant en cap de l'exèrcit Augusto Pinochet, que va esdevenir president. El setembre de 1976, Orlando Letelier, un opositor xilè al nou règim de Pinochet, va ser assassinat a Washington, DC, amb un cotxe bomba. Anteriorment, Kissinger havia ajudat a aconseguir el seu alliberament de la presó, i havia optat per cancel·lar una carta oficial dels Estats Units a Xile advertint-los que no cometen a terme cap assassinat polític.Aquest assassinat va formar part de l'Operació Còndor, un programa encobert de repressió política i assassinat dut a terme per les nacions del Con Sud que Kissinger ha estat acusat d'estar-ne'n implicat.
El 10 de setembre de 2001, la família del general xilè René Schneider va presentar una demanda contra Kissinger, acusant-lo de col·laborar en l'organització del segrest de Schneider que va provocar la seva mort. El cas va ser desestimat posteriorment pel Tribunal de Districte dels Estats Units per al Districte de Columbia, citant la separació de poders: "La decisió de donar suport a un cop d'estat del govern xilè per evitar que el Dr. Allende arribés al poder, i els mitjans pels quals el govern dels Estats Units va intentar aconseguir aquest objectiu, implicar els responsables polítics en el tèrbol regne dels afers exteriors i la seguretat nacional que millor deixar a les branques polítiques". Dècades més tard, la CIA va admetre la seva implicació en el segrest del general Schneider, però no en el seu assassinat, i posteriorment va pagar al grup responsable de la seva mort 35.000 dòlars "per mantenir en secret el contacte previ, mantenir la bona voluntat del grup i per raons humanitàries"

#### Argentina
Vegeu també: Guerra bruta
Kissinger va adoptar una línia semblant a la que havia tingut cap a Xile quan les forces armades argentines, liderades per Jorge Videla, van enderrocar el govern electe d'Isabel Perón el 1976 amb un procés anomenat Procés de Reorganització Nacional per part dels militars, amb el qual van consolidar el poder, llançant brutalment. represàlies i "desaparicions" contra opositors polítics. Un informe d'investigació de l'octubre de 1987 a The Nation va explicar com, en una reunió del juny de 1976 a l'Hotel Carrera de Santiago, Kissinger va donar "llum verda" a la junta militar de la veïna Argentina per a la seva pròpia repressió clandestina contra les guerrilles d'esquerres i altres dissidents, milers dels quals van ser retinguts en més de 400 camps de concentració secrets abans de ser executats. Durant una reunió amb el ministre d'afers exteriors argentí, César Augusto Guzzetti, Kissinger li va assegurar que els Estats Units eren un aliat, però el va instar a "tornar als procediments normals" ràpidament abans que el Congrés nord-americà tornés a reunir-se i tingués l'oportunitat de plantejar-se sancions.
Tal com va assenyalar l'article publicat a The Nation, a mesura que augmentava el terror patrocinat per l'estat, l'ambaixador conservador republicà dels Estats Units a Buenos Aires, Robert C. Hill, "es va veure sacsejat, es va veure molt pertorbat pel cas del fill d'una empleada de l'ambaixada de trenta anys, un estudiant que va ser detingut, per no ser vist mai més", va recordar Juan de Onis, antic periodista del The New York Times. "Hill es va interessar personalment". Va anar al ministre de l'Interior, un general amb qui havia treballat en casos de drogues, i li va dir: "Ei, què passa amb això? Ens interessa aquest cas". Va interrogar (el ministre d'Exteriors César) Guzzetti i, finalment, el president Jorge Videla a si mateix. 'Tot el que va aconseguir va ser un mur de pedra; no va arribar enlloc. va dir de Onis. "El seu darrer any va estar marcat per una creixent desil·lusió i consternació, i va recolzar el seu personal en drets humans fins al màxim."
En una carta a Victor Navasky, editor de The Nation, protestant per la publicació de l'article, Kissinger va afirmar que: "En qualsevol cas, la noció de Hill com un apassionat defensor dels drets humans és una notícia per a tots els seus antics socis". No obstant això, l'assistent de Kissinger, Harry W. Shlaudeman, més tard no va estar d'acord amb Kissinger, i va dir a l'historiador oral William E. Knight de l'Associació d'Estudis Diplomàtics i Formació del Projecte d'Història Oral d'Afers Exteriors: "Va arribar realment a un punt final quan era Secretari Adjunt, o va començar. arribar a un punt culminant, en el cas de l'Argentina on la guerra bruta estava en flor.Bob Hill, que aleshores era ambaixador a Buenos Aires, un polític republicà molt conservador —de cap manera liberal ni res d'això, va començar a informar amb força eficàcia sobre el que estava passant, aquesta matança de civils innocents, civils suposadament innocents—, aquesta guerra viciosa que estaven duent a terme, una guerra clandestina. Ell, de fet, en un moment, em va enviar un telegrama en el canal posterior dient que el ministre d'Afers Exteriors, que acabava d'anar de visita a Washington i havia tornat a Buenos Aires, li havia delectat que Kissinger no li hagués dit res sobre drets humans. No ho sé, no vaig estar present a l'entrevista."
Navasky va escriure més tard al seu llibre sobre l'enfrontament de Kissinger: " "Digui'm, Sr. Navasky", va dir [Kissinger] amb els seus famosos tons guturals, "com és que un article breu en un diari obscur com el teu sobre una conversa? que se suposava que havia passat fa anys sobre alguna cosa que va passar o no a l'Argentina va provocar que seixanta persones sostenien pancartes que em denunciaven fa uns mesos a l'aeroport quan vaig baixar de l'avió a Copenhaguen? ' "
Segons els fitxers desclassificats del departament d'estat, Kissinger també va obstaculitzar els esforços de l'administració Carter per aturar els assassinats massius de la dictadura militar de 1976-1983 visitant el país i elogiant el règim.

### Programa d'armes nuclears del Brasil
Kissinger era partidari d'acomodar Brasil mentre seguia un programa d'armes nuclears als anys setanta. Kissinger va justificar la seva posició argumentant que el Brasil era un aliat dels Estats Units i sobre la base que beneficiaria els actors privats de la indústria nuclear als Estats Units. La posició de Kissinger sobre el Brasil no estava sincronitzada amb veus influents al Congrés dels Estats Units, al Departament d'Estat i a l'Agència de Control d'Armes i Desarmament.

### Rhodèsia
El setembre de 1976, Kissinger va participar activament en les negociacions sobre la guerra de Rhodèsia. Kissinger, juntament amb el primer ministre de Sud-àfrica, John Vorster, van pressionar el primer ministre de Rhodèsia, Ian Smith, per accelerar la transició al govern de la majoria negra a Rhodèsia. Amb el FRELIMO controlant Moçambic i fins i tot el règim d'apartheid de Sud-àfrica retirant el seu suport, l'aïllament de Rhodèsia era gairebé complet. Segons l'autobiografia de Smith, Kissinger va dir a Smith de l'admiració de la senyora Kissinger per ell, però Smith va declarar que pensava que Kissinger li demanava que signés el "certificat de defunció" de Rhodèsia. Kissinger, aconseguint el pes dels Estats Units i acorralant altres partits rellevants per fer pressió sobre Rhodèsia, va accelerar la fi del govern de la minoria blanca.

### Imperi portuguès
En contrast amb la disposició hostil de les administracions anteriors de Kennedy i Johnson cap al règim de l'Estado Novo de Portugal, particularment pel que fa als seus intents de mantenir l'Imperi colonial portuguès lliurant la guerra colonial portuguesa contra les rebel·lions anticolonials en defensa del seu imperi, el Departament d'Estat sota Kissinger va adoptar una actitud més conciliadora cap a Portugal. El 1971, l'administració del president Nixon va renovar amb èxit el contracte d'arrendament de la base militar nord-americana a les Açores, malgrat la condemna del Caucus Negre del Congrés i alguns membres del Senat. Encara que en privat va continuar veient Portugal amb menyspreu per la seva política exterior percebuda atàvica cap a l'Àfrica, Kissinger va expressar públicament les gràcies per l'acord de Portugal d'utilitzar la seva base militar a Lajes a les Açores per reabastir Israel a la guerra del Yom Kippur. Després de la caiguda del règim d'extrema dreta portuguès el 1974, Kissinger es va preocupar que el pla de descolonització precipitat del nou govern pogués beneficiar a faccions radicals com el MPLA a Angola. També va expressar la seva preocupació per la inclusió del Partit Comunista Portuguès en el nou govern portuguès podria legitimar els partits comunistes d'altres estats membres de l'OTAN, com Itàlia.

### Timor Oriental

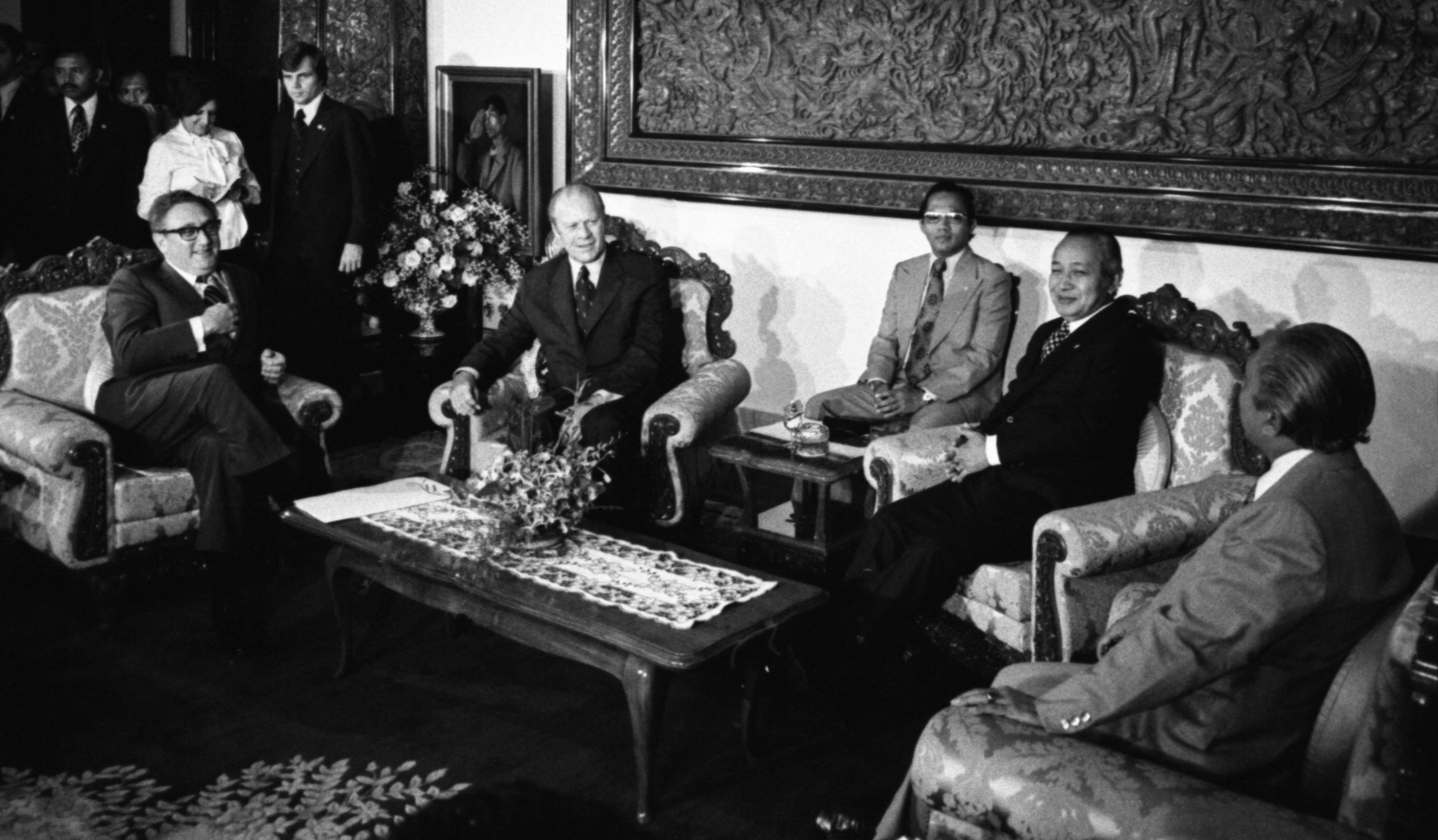
Suharto amb Gerald Ford i Kissinger a Jakarta el 6 de desembre de 1975, un dia abans de la invasió indonèsia de Timor Oriental.

El procés de descolonització portuguès va atraure l'atenció dels Estats Units a l'antiga colònia portuguesa de Timor Oriental, que va declarar la seva independència el 1975. El president indonesi Suharto considerava Timor Oriental com una part legítima d'Indonèsia. El desembre de 1975, Suharto va discutir els plans d'invasió durant una reunió amb Kissinger i el president Ford a la capital indonèsia de Jakarta. Tant Ford com Kissinger van deixar clar que les relacions dels Estats Units amb Indonèsia seguirien sòlides i que no s'oposaria a la proposta d'annexió. Només volien que es fes "ràpid" i van proposar que es retardés fins després de tornar a Washington. En conseqüència, Suharto va endarrerir l'operació durant un dia. Finalment, el 7 de desembre, les forces indonèsies van envair l'antiga colònia portuguesa. Les vendes d'armes dels Estats Units a Indonèsia van continuar i Suharto va seguir endavant amb el pla d'annexió. Segons Ben Kiernan, la invasió i l'ocupació van provocar la mort de gairebé una quarta part de la població de Timor entre 1975 i 1981.

### Cuba
Durant la crisi de Cienfuegos de 1970, en què se sospità que l'armada soviètica estava construint una base submarina a la ciutat cubana de Cienfuegos, Kissinger es va reunir amb Anatoli Dobrinin, ambaixador soviètic als Estats Units, i li va informar que el govern dels Estats Units considerava aquest acte com un violació dels acords fets l'any 1962 pel president John F. Kennedy i el primer ministre Nikita Khrusxov arran de la crisi dels míssils cubans, que va portar els soviètics a aturar la construcció de la seva base prevista a Cienfuegos.
El febrer de 1976, Kissinger va considerar llançar atacs aeris contra ports i instal·lacions militars a Cuba, així com desplegar batallons del Cos de Marines dels Estats Units basats a la base de la Marina dels Estats Units a la badia de Guantánamo, en represàlia per la decisió del president cubà Fidel Castro a finals de 1975 d'enviar tropes a Angola recentment independent per ajudar el MPLA en la seva lluita contra UNITA i Sud-àfrica durant l'inici de la guerra civil angolesa.

### Sàhara Occidental
Vegeu també: Conflicte del Sàhara Occidental
La doctrina Kissingeriana avalava la concessió forçada del Sàhara espanyol al Marroc. En el punt àlgid de la crisi del Sàhara de 1975, Kissinger va enganyar Gerald Ford fent-li pensar que el Tribunal Internacional de Justícia havia donat una decisió a favor del Marroc. Kissinger estava al corrent per endavant dels plans marroquins per a la invasió del territori, materialitzats el 6 de novembre de 1975, en l'anomenada Marxa Verda.

### Zaire
Kissinger va participar en la promoció de la cooperació entre els Estats Units i el dictador del Zaire Mobutu Sese Seko i va mantenir diverses reunions amb ell. Kissinger descriuria aquests esforços com "un dels nostres èxits polítics a l'Àfrica" i va elogiar Mobutu com a "valent, políticament astut" i "relativament honest en un país on la corrupció governamental és una forma de vida".

## Rols posteriors

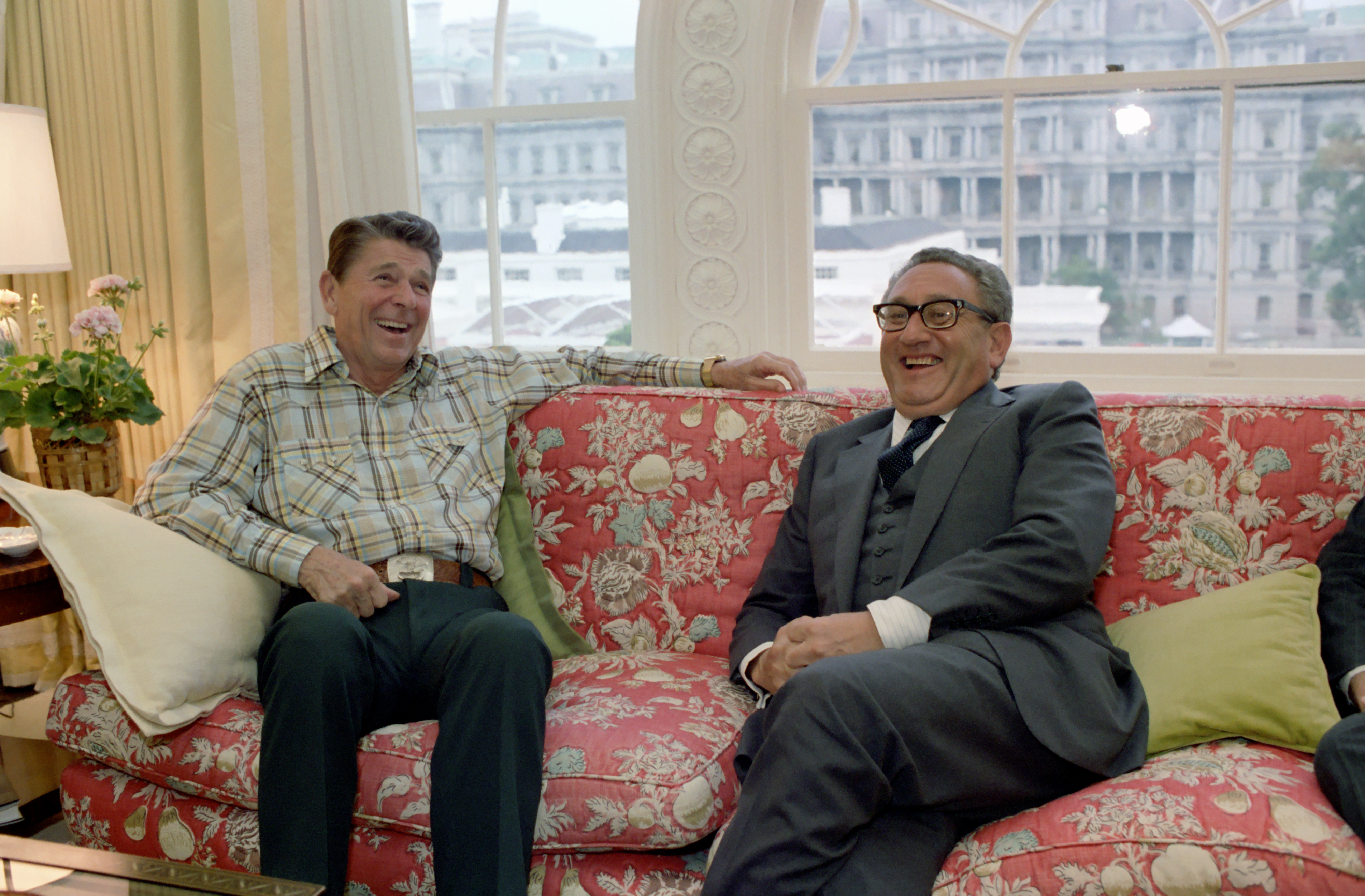
Reunió de Kissinger amb el president Ronald Reagan a la Casa Blanca, 1981

Després que Nixon es va veure obligat a dimitir per l'escàndol Watergate, la influència de Kissinger en la nova administració presidencial de Gerald R. Ford va disminuir després que fos substituït per Brent Scowcroft com a assessor de seguretat nacional durant la remodelació del gabinet de la "Massacre d'Halloween" de novembre de 1975. Kissinger va deixar el càrrec com a secretari d' Estat quan el demòcrata Jimmy Carter va derrotar el republicà Gerald Ford a les eleccions presidencials de 1976.
Kissinger va continuar participant en grups polítics, com ara la Comissió Trilateral, i mantenint compromisos de consulta política, xerrada i escriptura. El 1978, es va implicar en secret en frustrar els esforços de l'administració Carter per acusar tres agents d'intel·ligència xilens per haver dirigit l'assassinat d'Orlando Letelier el 1976. Kissinger va ser crític amb la política exterior de l'administració de Jimmy Carter, dient el 1980 que "ha aconseguit l'extraordinària gesta de tenir, alhora, les pitjors relacions amb els nostres aliats, les pitjors relacions amb els nostres adversaris" i els trastorns més greus al món en desenvolupament des del final de la Segona Guerra Mundial."
Després que Kissinger va deixar el càrrec el 1977, se li va oferir una càtedra dotada a la Universitat de Colúmbia. Hi va haver oposició estudiantil al nomenament, que es va convertir en un tema de comentaris dels mitjans. Columbia va cancel·lar la cita com a resultat.
Kissinger va ser nomenat llavors al Centre d'Estudis Estratègics i Internacionals de la Universitat de Georgetown. Va ensenyar a la Edmund Walsh School of Foreign Service de Georgetown durant diversos anys a finals de la dècada de 1970. El 1982, amb l'ajuda d'un préstec de la firma bancària internacional d'E.M. Warburg, Pincus and Company, Kissinger va fundar una empresa de consultoria, Kissinger Associates, i és soci de la filial Kissinger McLarty Associates amb Mack McLarty, antic cap de gabinet del president Bill Clinton. També forma part del consell d'administració de Hollinger International, un grup de diaris amb seu a Chicago i des del març de 1999, va ser director de Gulfstream Aerospace.

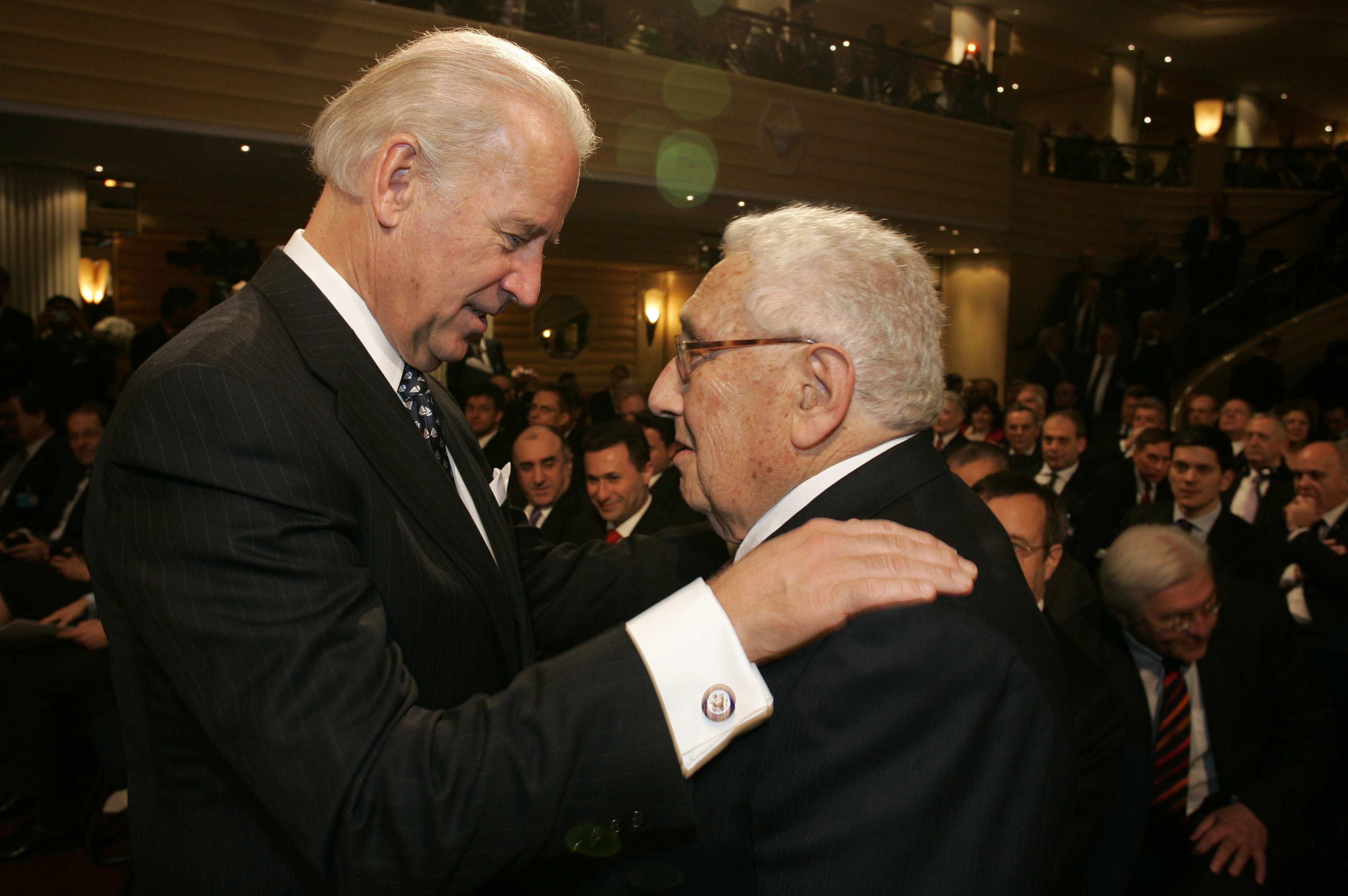
Kissinger i el vicepresident dels Estats Units Joe Biden a la Conferència de Seguretat de Múnic el febrer de 2009

El setembre de 1989, John Fialka del Wall Street Journal va revelar que Kissinger va tenir un interès econòmic directe en les relacions entre els Estats Units i la Xina el març de 1989 amb l'establiment de China Ventures, Inc., una societat limitada de Delaware, de la qual era president de la consell d'administració i conseller delegat. El seu propòsit era una inversió de 75 milions de dòlars en una empresa conjunta amb el principal vehicle comercial del govern del Partit Comunista de l'època, China International Trust & Investment Corporation (CITIC), els membres de la junta eren els principals clients de Kissinger Associates. Kissinger va ser criticat per no revelar el seu paper en l'empresa quan Peter Jennings de l'ABC el va demanar per comentar el matí després de la massacre de la plaça de Tiananmen el 4 de juny de 1989. La posició de Kissinger va ser generalment favorable a la decisió de Deng Xiaoping d'utilitzar l'exèrcit contra els estudiants que es manifestaven i es va oposar a les sancions econòmiques.

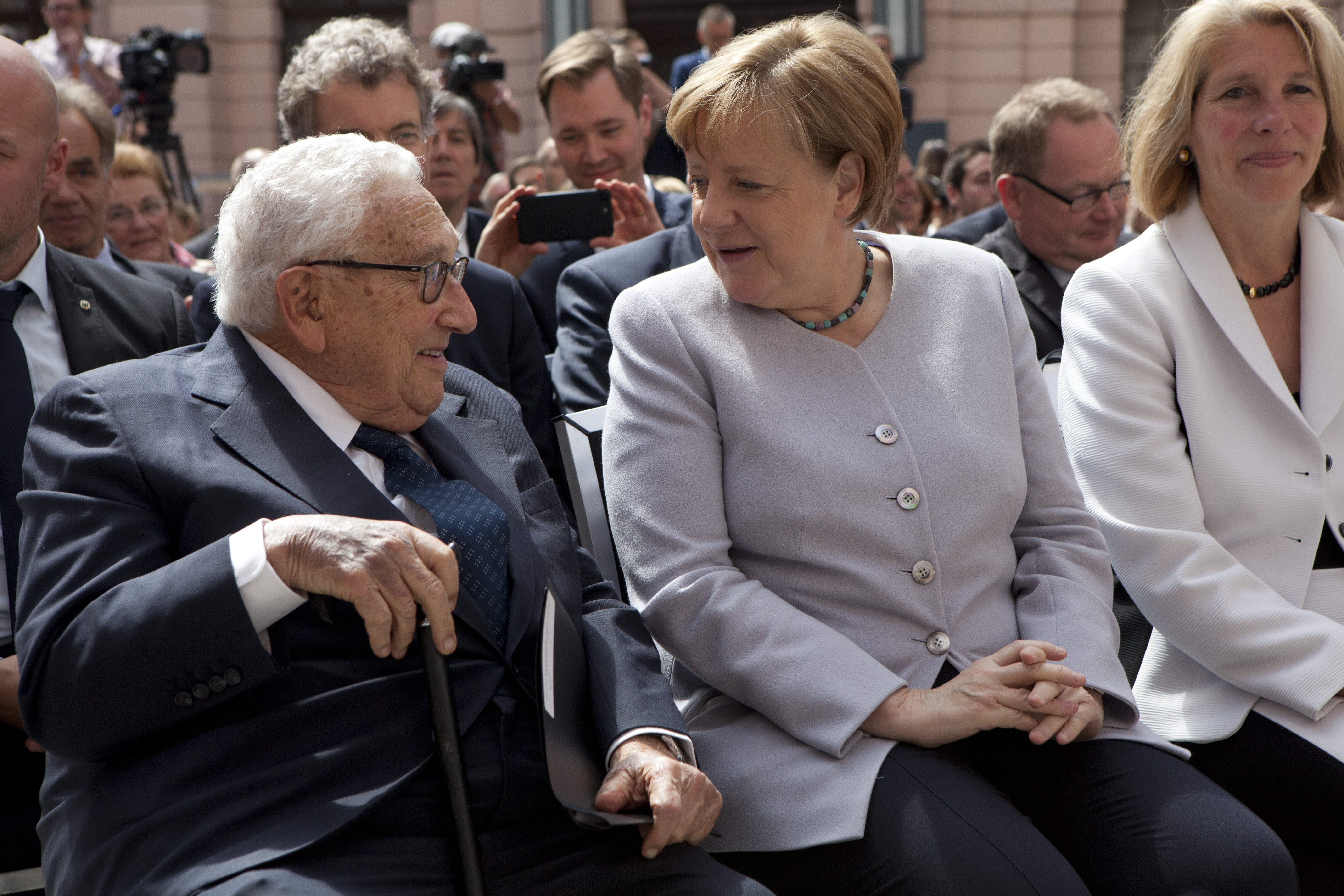
Kissinger amb la cancellera alemanya Angela Merkel el 21 de juny de 2017

De 1995 a 2001, Kissinger va formar part del consell d'administració de Freeport-McMoRan, un productor multinacional de coure i or amb importants operacions mineres i de mòlta a Papua, Indonèsia. Al febrer de 2000, l'aleshores president d'Indonèsia Abdurrahman Wahid va nomenar Kissinger com a assessor polític. També és assessor honorari de la Cambra de Comerç dels Estats Units i l'Azerbaidjan.
L'any 1988 fou guardonat amb el Premi Internacional Carlemany, concedit per la ciutat d'Aquisgrà, en favor del seu suport a la unitat europea.
El 1998, en resposta a l'escàndol de les candidatures als Jocs Olímpics d'hivern de 2002, el Comitè Olímpic Internacional va formar una comissió, anomenada "Comissió 2000", per recomanar reformes, a la qual Kissinger va formar part. Aquest servei va portar l'any 2000 al seu nomenament com un dels cinc "membres d'honor" del COI, una categoria que l'organització va descriure com a concedida a "personalitats eminents de fora del COI que li han prestat serveis especialment destacats".
Kissinger va ser el 22è canceller del Col·legi de William i Mary del 2000 al 2005. Va ser precedit per la primera ministra Margaret Thatcher, i el va succeir la jutge Sandra Day O'Connor. El College of William & Mary també posseeix un retrat pintat de Kissinger que va ser pintat per Ned Bittinger.
Del 2000 al 2006, Kissinger va exercir com a president del consell d'administració d'Eisenhower Fellowships. L'any 2006, quan va marxar d'Eisenhower Fellowships, va rebre la Medalla Dwight D. Eisenhower de Lideratge i Servei.
El novembre de 2002, va ser nomenat pel president George W. Bush per presidir la recentment creada Comissió Nacional d'Atacs Terroristes als Estats Units per investigar els atemptats de l'11 de setembre. Aquest nomenament provocà la queixa de moltes organitzacions americanes que acusaven Kissinger de responsable de crims de guerra durant els seus mandats polítics. Kissinger va renunciar com a president el 13 de desembre de 2002, en lloc de revelar la seva llista de clients comercials, quan se li va preguntar sobre possibles conflictes d'interès.
En el cas d'espionatge Rio Tinto del 2009 al 2010, Kissinger va rebre 5 milions de dòlars per aconsellar a la multinacional minera com es distanciava d'un empleat que havia estat detingut a la Xina per suborn.

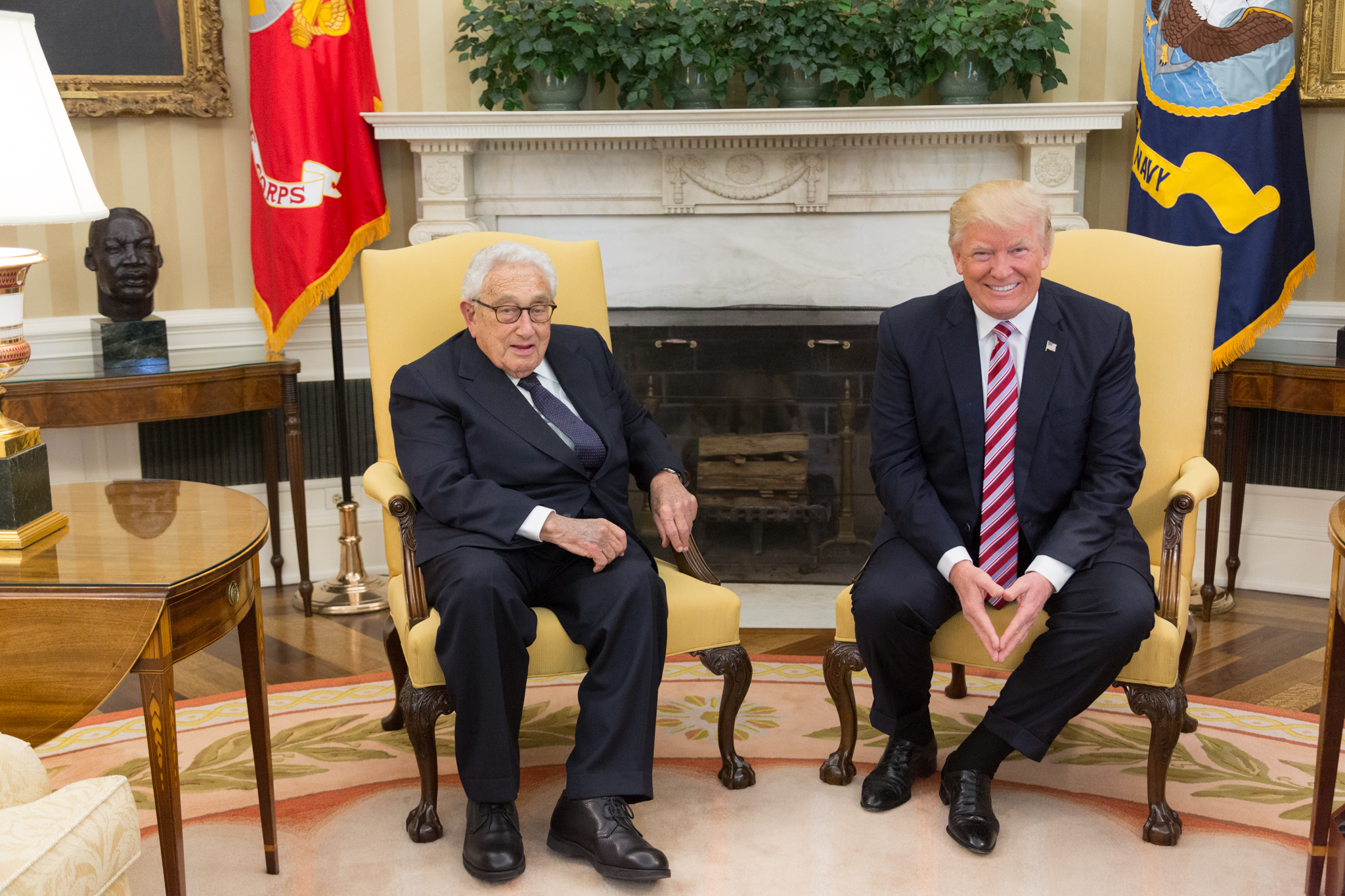
El president Donald Trump es va reunir amb Kissinger el 10 de maig de 2017

Kissinger —juntament amb William Perry, Sam Nunn, i George Shultz— ha demanat als governs que acceptin la visió d'un món lliure d'armes nuclears, i en tres articles d'opinió del Wall Street Journal va proposar un ambiciós programa de mesures urgents amb aquesta finalitat. Els quatre han creat la Nuclear Threat Initiative per avançar en aquesta agenda. El 2010, els quatre van aparèixer en un documental titulat Punt d'inflexió nuclear. La pel·lícula és una descripció visual i històrica de les idees exposades als articles d'opinió del Wall Street Journal i reforça el seu compromís amb un món sense armes nuclears i els passos que es poden fer per assolir aquest objectiu.
El desembre de 2008, Kissinger va rebre el premi American Patriot de la National Defense University Foundation "en reconeixement de la seva distingida carrera en el servei públic".
El 17 de novembre de 2016, Kissinger es va reunir amb l'aleshores president electe Donald Trump durant el qual van parlar d'assumptes globals. Kissinger també es va reunir amb el president Trump a la Casa Blanca el maig de 2017.
En una entrevista amb Charlie Rose el 17 d'agost de 2017, Kissinger va dir sobre el president Trump: "Espero un moment agustí, per a Sant Agustí... que en els seus primers anys va seguir un patró que era força incompatible amb el més endavant. quan va tenir una visió i va ascendir a la santedat. No s'espera que el president esdevingui això, però és concebible". Kissinger també va argumentar que el president rus Vladímir Putin volia debilitar Hillary Clinton, no escollir Donald Trump. Kissinger va dir que Putin "pensava, equivocadament, per cert, que seria extremadament confrontada... Crec que va intentar debilitar el nou president [Clinton]".

### Opinions sobre la política exterior dels Estats Units

#### Guerres de Iugoslàvia

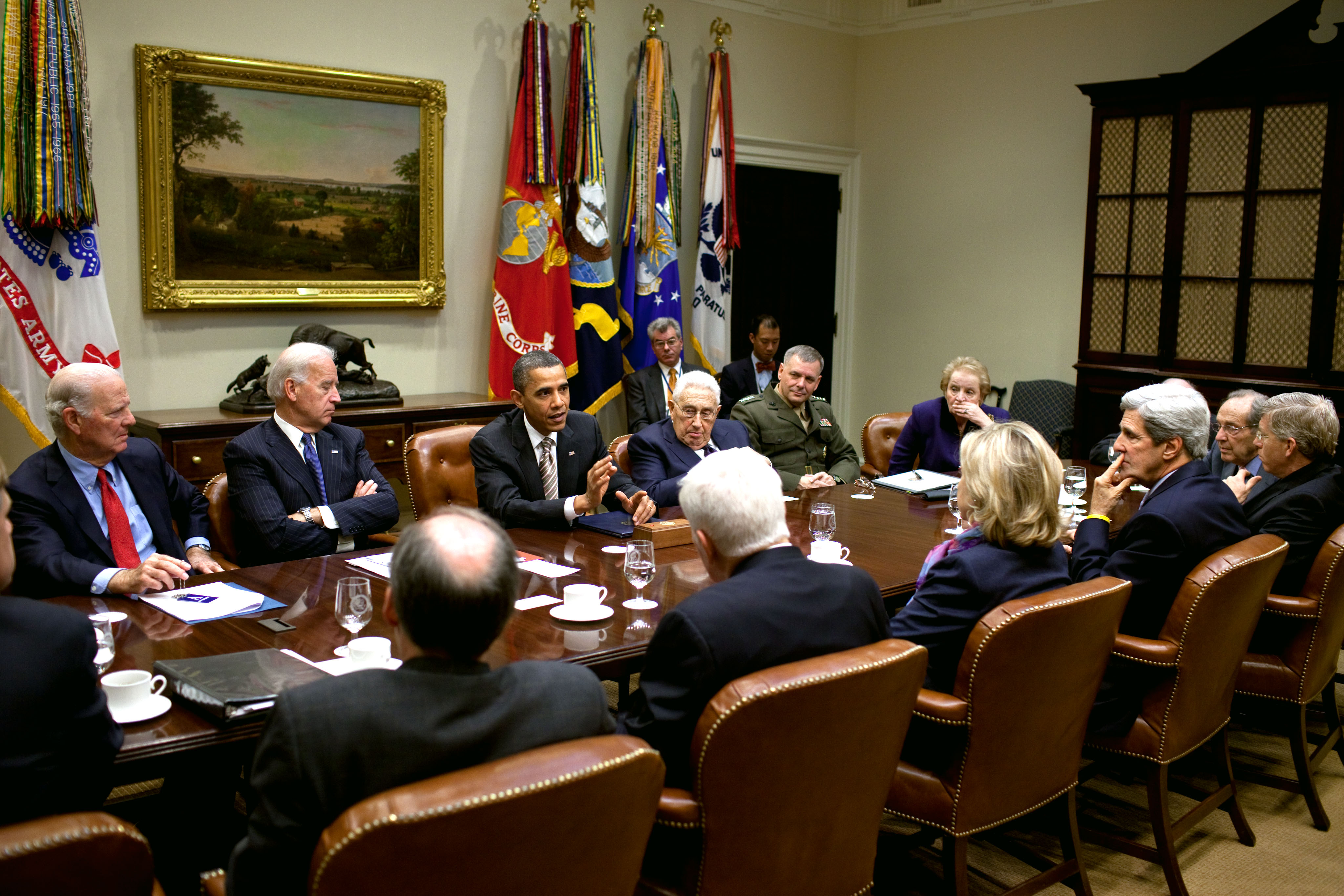
El president Barack Obama discutint el Nou Tractat START entre els Estats Units i Rússia, 2010

En diversos articles seus i entrevistes que va concedir durant les guerres iugoslaves, va criticar la política dels Estats Units al sud-est d'Europa, entre altres coses pel reconeixement de Bòsnia i Hercegovina com a estat sobirà, que va qualificar d'acte insensat. El més important, va rebutjar la noció que els serbis i els croates eren agressors o separatistes, dient que "no poden estar separant-se d'alguna cosa que mai ha existit". A més, va advertir repetidament a Occident que no s'insereixi en un conflicte que té les seves arrels almenys centenars d'anys enrere en el temps, i va dir que Occident faria millor si permetés que els serbis i croats s'incorporessin als seus respectius països. Kissinger va compartir opinions crítiques similars sobre la participació occidental a Kosovo. En particular, va tenir una visió menyspreable de l'Acord de Rambouillet:
| «                                                      | El text de Rambouillet, que demanava Sèrbia a admetre tropes de l'OTAN a tota Iugoslàvia, era una provocació, una excusa per començar a bombardejar. Rambouillet no és un document que qualsevol serbi hagués pogut acceptar. Va ser un document diplomàtic terrible que mai s'hauria d'haver presentat d'aquesta forma. | » |
| — Henry Kissinger, Daily Telegraph, 28 de juny de 1999 | |   |

No obstant això, com que els serbis no van acceptar el text de Rambouillet i van començar els bombardejos de l'OTAN, va optar per la continuació del bombardeig, ja que ara estava en joc la credibilitat de l'OTAN, però va rebutjar l'ús de forces terrestres, al·legant que no valia la pena

#### Iraq

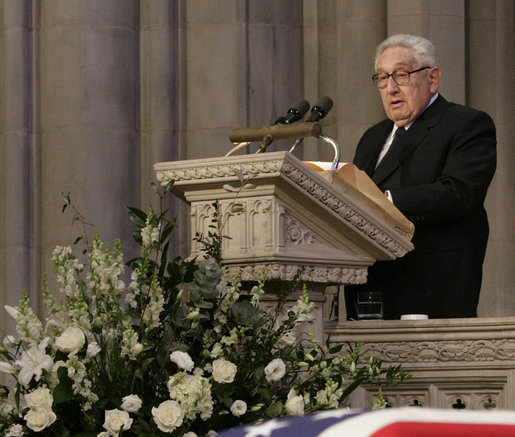
Kissinger parlant durant el funeral de Gerald Ford el gener de 2007

El 2006, es va informar al llibre State of Denial de Bob Woodward que Kissinger es reunia regularment amb el president George W. Bush i el vicepresident Dick Cheney per oferir consells sobre la guerra de l'Iraq. Kissinger va confirmar en entrevistes gravades amb Woodward que el consell era el mateix que havia donat en una columna a The Washington Post el 12 d'agost de 2005: "La victòria sobre la insurrecció és l'única estratègia de sortida significativa". Kissinger també es va reunir amb freqüència amb el secretari d'Estat dels Estats Units, Colin Powell, a qui va advertir que el director de l'Autoritat Provisional de la Coalició L. Paul Bremer era "un monstre del control".
En una entrevista al Sunday AM de la BBC del 19 de novembre de 2006, se li va preguntar a Kissinger si queda alguna esperança per a una clara victòria militar a l'Iraq i va respondre: "Si vols dir amb 'victòria militar' un govern iraquià que es pugui establir i l'escrit del qual s'estén a tot el país, que controla la guerra civil i la violència sectària sota control en un període que els processos polítics de les democràcies donaran suport, no crec que sigui possible... Crec que tenim per redefinir el rumb. Però no crec que l'alternativa sigui entre la victòria militar tal com s'havia definit anteriorment, o la retirada total".
En una entrevista amb Peter Robinson de la Hoover Institution el 3 d'abril de 2008, Kissinger va reiterar que, tot i que va donar suport a la invasió de l'Iraq el 2003, pensava que l'administració de George W. Bush recolzava massa el seu argument per a la guerra. Les suposades armes de destrucció massiva de Saddam. Robinson va assenyalar que Kissinger havia criticat l'administració per envair amb massa poques tropes, per dissoldre l'exèrcit iraquià com a part de la desbaathificació i per haver manipulat malament les relacions amb certs aliats.

#### Índia
Kissinger va dir l'abril de 2008 que "l'Índia té objectius paral·lels als Estats Units", i el va anomenar un aliat dels Estats Units.

#### Xina

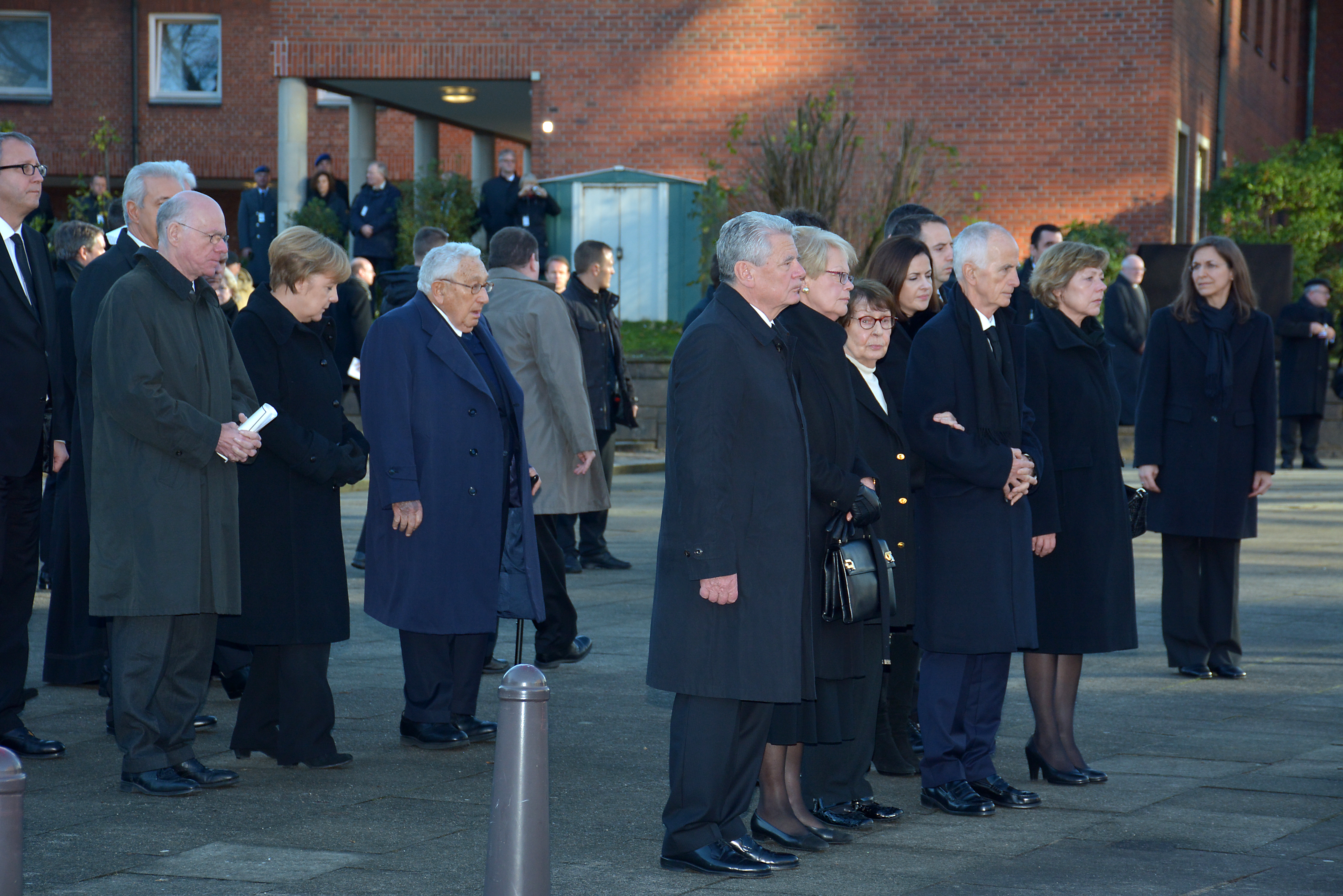
Angela Merkel i Kissinger van estar al funeral d'estat de l'antic canceller alemany Helmut Schmidt, el 23 de novembre de 2015.

Kissinger va estar present a la cerimònia d'obertura dels Jocs Olímpics d'estiu de Pequín de 2008. Uns mesos abans de l'obertura dels Jocs, a mesura que la controvèrsia sobre el historial de drets humans de la Xina s'intensificava a causa de les crítiques d'Amnistia Internacional i altres grups sobre l'ús generalitzat de la pena de mort i altres qüestions, Kissinger va dir a l'agència de premsa oficial de la RPC Xinhua: "Crec que s'hauria de separar els Jocs Olímpics com a esdeveniment esportiu de qualsevol desacord polític que la gent hagi tingut amb la Xina. Espero que els jocs es desenvolupin amb l'esperit per al qual van ser dissenyats, que és l'amistat entre les nacions, i que altres qüestions siguin discutit en altres fòrums". Va dir que la Xina havia fet grans esforços per organitzar els Jocs. "Els amics de la Xina no haurien d'utilitzar els Jocs Olímpics per pressionar la Xina ara". Va afegir que portaria dos dels seus néts a veure els Jocs i té previst assistir a la cerimònia d'inauguració. Durant els Jocs, va participar amb el nedador australià Ian Thorpe, l'estrella de cinema Jackie Chan i l'antic primer ministre britànic Tony Blair en un fòrum de la Universitat de Pequín sobre les qualitats que fan un campió. Es va asseure amb la seva dona Nancy Kissinger, el president George W. Bush, l'expresident George H.W. Bush i el ministre d'Afers Exteriors Yang Jiechi al partit de bàsquet masculí entre la Xina i els Estats Units.
L'any 2011, Kissinger va publicar On China, on feia una crònica de l'evolució de les relacions sinoamericanes i exposava els reptes per a una associació de "confiança estratègica genuïna" entre els Estats Units i la Xina.
En el seu llibre de 2011 On China , el seu llibre de 2014 World Order i en una entrevista de 2018 al Financial Times, Kissinger va afirmar que creu que la Xina vol restaurar el seu paper històric com a Regne Mitjà i ser "el principal assessor de tota la humanitat".
El 2020, durant un període d'empitjorament de les relacions sinoamericanes causat per la pandèmia de la COVID-19, les protestes de Hong Kong i la guerra comercial entre els Estats Units i la Xina, Kissinger va expressar la seva preocupació perquè els Estats Units i la Xina estaven entrant en una Segona Guerra Freda i eventualment es veurien embolicats en un conflicte militar similar a la Primera Guerra Mundial. Va demanar que el president xinès Xi Jinping i el nou president electe dels Estats Units Joe Biden adoptessin una política exterior menys conflictiva. Kissinger va dir anteriorment que una possible guerra entre la Xina i els Estats Units seria "pitjor que les guerres mundials que van arruïnar" la civilització europea ".

#### Iran
El Teheran Times va informar que la posició de Kissinger sobre aquest tema de les converses entre els Estats Units i l'Iran era que "Qualsevol conversa directa entre els Estats Units i l'Iran sobre qüestions com la disputa nuclear tindria més èxit si primer inclogués només personal diplomàtic i progressés al nivell de secretari d'estat abans que es reuneixin els caps d'estat". El 2016, Kissinger va dir que el repte més gran al qual s'enfronta l'Orient Mitjà és el "potencial domini de la regió per part d'un Iran tant imperial com gihadista". A més, va escriure l'agost de 2017 que si al Cos de la Guàrdia Revolucionària Islàmica de l'Iran i els seus aliats xiïtes se'ls permetia omplir el buit territorial deixat per un Estat Islàmic de l'Iraq i el Llevant derrotat militarment, la regió es quedaria amb un corredor terrestre que s'estenia des de l'Iran fins al Llevant "que podria marcar l'aparició d'un imperi radical iranià". En comentar el Pla d'Acció Integral Conjunt, Kissinger va dir que no hi hauria acceptat, però que el pla de Trump de posar fi a l'acord després que fos signat "permetria als iranians fer més que nosaltres".

#### Crisi d'Ucraïna de 2014

Henry Kissinger el 26 d'abril de 2016

El 5 de març de 2014, The Washington Post va publicar un article d'opinió de Kissinger, 11 dies abans del referèndum de Crimea sobre si la República Autònoma de Crimea s'hauria de reincorporar oficialment a Ucraïna o unir-se a la veïna Rússia. En ell, va intentar equilibrar els desitjos ucraïnesos, russos i occidentals d'un estat funcional. Va fer quatre punts principals:
1. Ucraïna hauria de tenir dret a triar lliurement les seves associacions econòmiques i polítiques, fins i tot amb Europa;
2. Ucraïna no hauria d'entrar a l'OTAN, una repetició de la posició que va prendre set anys abans;
3. Ucraïna hauria de ser lliure de crear qualsevol govern compatible amb la voluntat expressada del seu poble. Els savis dirigents ucraïnesos optarien llavors per una política de reconciliació entre les diferents parts del seu país. Va imaginar una posició internacional per a Ucraïna com la de Finlàndia.
4. Ucraïna hauria de mantenir la sobirania sobre Crimea.

Kissinger també va escriure: "L'oest parla ucraïnès; l'est parla majoritàriament rus. Qualsevol intent d'una ala d'Ucraïna de dominar l'altra, com ha estat el patró, portaria eventualment a una guerra civil o es trencaria".
Després de la publicació del seu llibre World Order, Kissinger va participar en una entrevista amb Charlie Rose i va actualitzar la seva posició sobre Ucraïna, que veu com un possible mediador geogràfic entre Rússia i Occident. En una pregunta que es va plantejar a si mateix per il·lustrar-se sobre la reconcepció de la política respecte a Ucraïna, Kissinger va declarar: "Si Ucraïna es considera un lloc avançat, aleshores la situació és que la seva frontera oriental és la línia estratègica de l'OTAN, i l'OTAN estarà dins d'ella 200 milles (320 km) de Volgograd. Això mai serà acceptat per Rússia. D'altra banda, si la línia occidental russa es troba a la frontera de Polònia, Europa estarà permanentment inquieta. L'objectiu estratègic hauria d'haver estat veure si es pot construir Ucraïna com un pont entre Orient i Occident, i si es pot fer com una mena d'esforç conjunt."
El desembre de 2016, Kissinger va aconsellar l'aleshores president electe Donald Trump que acceptés "Crimea com a part de Rússia" en un intent d'acostar-se entre els Estats Units i Rússia, les relacions dels quals es van agreujar com a conseqüència de la crisi de Crimea. Quan se li va preguntar si considerava explícitament la sobirania de Rússia sobre Crimea legítima, Kissinger va respondre afirmativament, revertint la posició que va prendre en el seu article d'opinions del Washington Post.

#### Ordinadors i armes nuclears
El 2019, Kissinger va escriure sobre la tendència creixent a donar el control de les armes nuclears als ordinadors que operen amb intel·ligència artificial (IA) que: "La ignorància dels adversaris de les configuracions desenvolupades per IA es convertirà en un avantatge estratègic". Kissinger va argumentar que donar poder per llançar armes nuclears a ordinadors utilitzant algorismes per prendre decisions eliminaria el factor humà i donaria l'avantatge a l'estat que tenia el sistema d'IA més eficaç, ja que un ordinador pot prendre decisions sobre la guerra i la pau molt més ràpidament del que qualsevol humà podria mai. De la mateixa manera que un ordinador millorat amb IA pot guanyar partides d'escacs anticipant-se a la presa de decisions humana, un ordinador millorat amb IA podria ser útil en una crisi com en una guerra nuclear, el bàndol que colpeja primer tindria l'avantatge de destruir la capacitat nuclear de l'oponent. Kissinger també va assenyalar que sempre hi havia el perill que un ordinador pogués prendre la decisió d'iniciar una guerra nuclear abans que s'hagués esgotat la diplomàcia, o per una raó que no seria comprensible per als operadors. Kissinger també va advertir que l'ús de la IA per controlar les armes nuclears imposaria "opacitat" en el procés de presa de decisions, ja que els algorismes que controlen el sistema d'IA no són fàcilment comprensibles, desestabilitzant el procés de presa de decisions:
| « | La gran estratègia requereix una comprensió de les capacitats i els desplegaments militars dels possibles adversaris. Però si cada cop més la intel·ligència es torna opaca, com entendran els responsables polítics els punts de vista i les capacitats dels seus adversaris i potser fins i tot dels aliats? Sorgiran moltes internets diferents o, al final, només una? Quines seran les implicacions per a la cooperació? Per l'enfrontament? A mesura que la IA esdevé omnipresent, necessiten sorgir nous conceptes per a la seva seguretat. | » |

#### Pandèmia COVID-19
El 3 d'abril de 2020, Kissinger va compartir la seva visió diagnòstica de la pandèmia de la COVID-19, dient que amenaça l'"ordre mundial liberal". Kissinger va afegir que el virus no coneix fronteres, tot i que els líders mundials estan intentant abordar la crisi principalment a nivell nacional. Ha destacat que la clau no és un esforç purament nacional sinó una major cooperació internacional.

#### 2022 Invasió russa d'Ucraïna
El maig de 2022, parlant al Fòrum Econòmic Mundial sobre la invasió russa d'Ucraïna del 2022, Kissinger va advocar per un acord diplomàtic que restauria l'status quo ante bellum, cedint efectivament Crimea i parts del Donbas al control rus. Kissinger va instar els ucraïnesos a "combinar l'heroisme que han demostrat amb saviesa", argumentant que "perseguir la guerra més enllà d'aquest punt no es tractaria de la llibertat d'Ucraïna, sinó d'una nova guerra contra la mateixa Rússia." Va parlar amb Edward Luce i una audiència del Financial Times el mateix mes. El president ucraïnès Volodímir Zelenski va rebutjar els suggeriments de Kissinger, dient que Ucraïna no acceptaria la pau fins que Rússia acceptés tornar Crimea i la regió de Donbas a Ucraïna.
En una gira de llibres per vendre "Leadership: Six Studies in World Strategy" el juliol de 2022, va parlar amb Judy Woodruff de la PBS i encara opinava que "és desitjable una negociació" i va aclarir les seves declaracions anteriors, dient que donava suport a un línia d'alto el foc a les fronteres del 24 de febrer i que "Rússia no hauria de guanyar res de la guerra... Ucraïna sobretot no pot renunciar al territori que tenia quan va començar la guerra perquè això seria simbòlicament perillós".
El 18 de gener de 2023, Graham Allison va entrevistar a Kissinger per a una audiència del Fòrum Econòmic Mundial; va dir que s'hauria d'intensificar el suport dels Estats Units fins que s'assoleixin les fronteres del 24 de febrer o es reconeguin les fronteres del 24 de febrer, moment en què començaran les negociacions d'un acord d'alto el foc. Kissinger considera que s'ha de donar a Rússia l'oportunitat de tornar a unir-se a la comunitat de nacions mentre es mantenen les sancions fins que s'arribi a un acord final. Va expressar la seva admiració pel president Zelenskiy i va lloar la conducta heroica del poble ucraïnès. Kissinger considera que la invasió té ipso facto el seu resultat lògic apuntava a la pertinença a l'OTAN d'Ucraïna al final del procés de pau.

## Percepció pública
A l'altura del protagonisme de Kissinger, molts van comentar el seu enginy. El febrer de 1972, al sopar anual del Congrés del Washington Press Club, "Kissinger es va burlar de la seva reputació com a swinger secret". Se li atribueix àmpliament la idea, "El poder és l'afrodisíac definitiu", encara que Kissinger parafrasejava Napoleó Bonaparte.
Una enquesta de 2015 als principals estudiosos de relacions internacionals realitzada pel College of William & Mary va classificar Kissinger com el secretari d'Estat dels Estats Units més eficaç en els 50 anys fins al 2015. Diversos activistes i advocats de drets humans han sol·licitat el seu processament per presumptes acusacions de crims de guerra. Segons l'historiador i biògraf de Kissinger Niall Ferguson, acusar Kissinger sol de crims de guerra "requereix una doble moral" perquè "gairebé tots els secretaris d'estat... i gairebé tots els presidents" han pres accions semblants. Ferguson afegeix "això no vol dir que tot estigui bé".

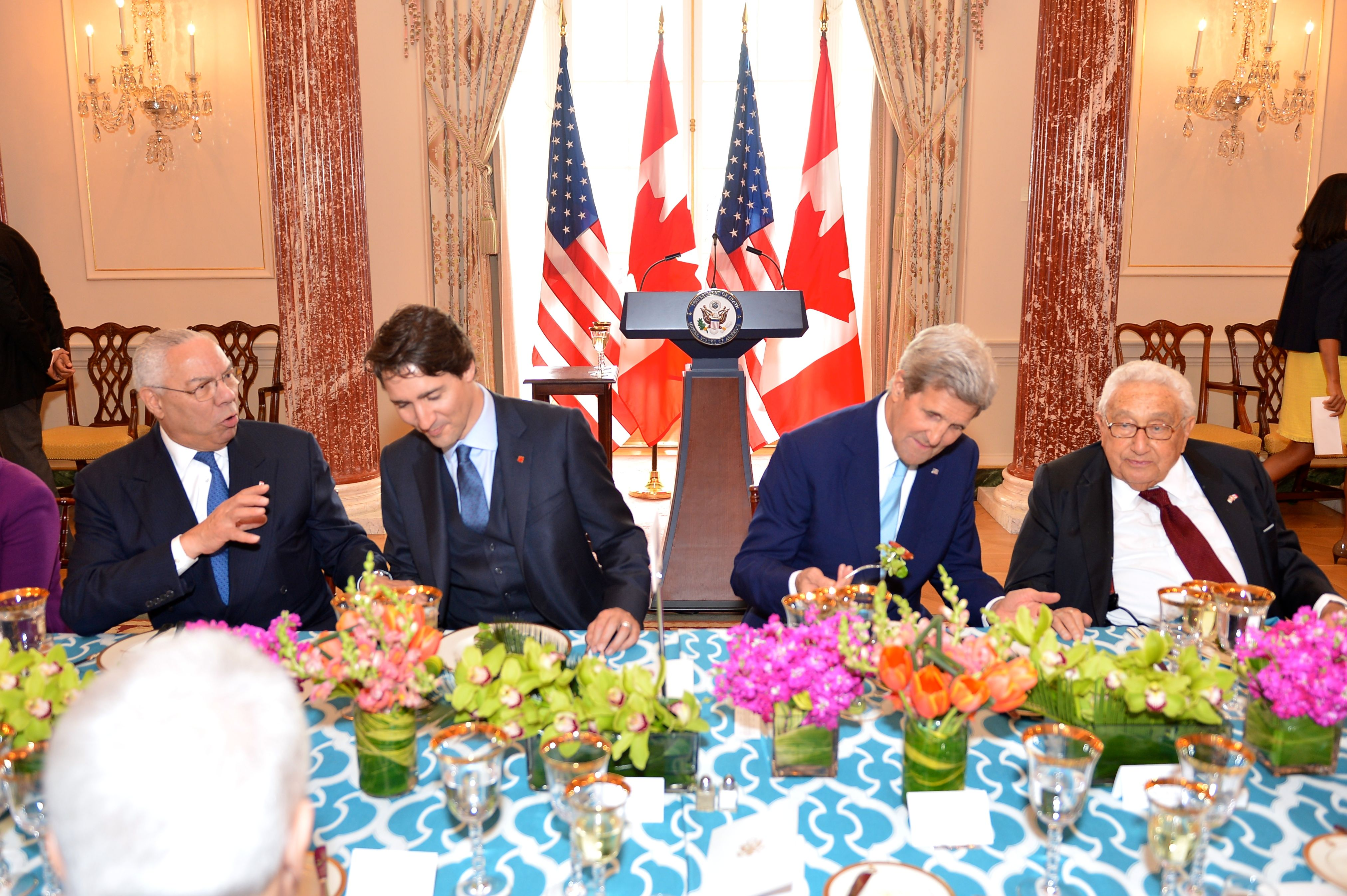
Colin Powell, el primer ministre canadenc Justin Trudeau, el secretari d'estat John Kerry i Kissinger el març de 2016

Alguns han culpat Kissinger de les injustícies en la política exterior nord-americana durant el seu mandat al govern. El setembre de 2001, familiars i supervivents del general Rene Schneider (antic cap de l'estat major de Xile) van presentar accions civils al Tribunal Federal de Washington, DC, i, l'abril de 2002, es va presentar una petició per a la detenció de Kissinger al Tribunal Superior de Londres pel defensor dels drets humans Peter Tatchell, citant la destrucció de les poblacions civils i el medi ambient a Indoxina durant els anys 1969–1975. El periodista i autor britànic-nord-americà Christopher Hitchens va ser autor de The Trial of Henry Kissinger, en què Hitchens demana el processament de Kissinger "per crims de guerra, per crims de lesa humanitat i per delictes contra el dret comú, consuetudinari o internacional, inclosa la conspiració per cometre assassinat, segrest i tortura"". Crítics a la dreta, com Ray Takeyh, han criticat Kissinger pel seu paper en l'obertura de l'administració de Nixon a la Xina i les negociacions secretes amb Vietnam del Nord. Takeyh escriu que, tot i que l'acostament a la Xina era un objectiu digne, l'administració de Nixon no va aconseguir cap concessió significativa dels funcionaris xinesos a canvi, ja que la Xina va continuar donant suport al Vietnam del Nord i a diverses "forces revolucionàries del Tercer Món", "ni sembla que hi hagi. ser fins i tot una connexió remota i indirecta entre la diplomàcia de Nixon i Kissinger i la decisió de la direcció comunista, després del sagnant govern de Mao, d'allunyar-se d'una economia comunista cap al capitalisme d'estat".
L'historiador Jeffrey Kimball va desenvolupar la teoria que Kissinger i l'administració de Nixon van acceptar un col·lapse sud-vietnamita sempre que un interval decent per salvar la cara entre la retirada americana i la derrota. En la seva primera reunió amb Zhou Enlai el 1971, Kissinger "va exposar amb detall els termes de l'acord que produirien una derrota tan retardada: la retirada total dels Estats Units, el retorn de tots els presoners de guerra nord-americans i un alto el foc de '18 mesos o algun període ' ", en paraules de l'historiador Ken Hughes. El 6 d'octubre de 1972, Kissinger va dir a Nixon dues vegades que els termes dels Acords de Pau de París probablement destruirien Vietnam del Sud: "També crec que Thieu té raó, que els nostres termes finalment el destruiran." No obstant això, Kissinger va negar utilitzar una estratègia d'"interval decent", escrivint "Tots els que vam negociar l'acord del 12 d'octubre estàvem convençuts que havíem reivindicat l'angoixa d'una dècada no amb un "interval decent" sinó amb un assentament digne." Johannes Kadura ofereix una valoració positiva de l'estratègia de Nixon i Kissinger, argumentant que els dos homes "mantenien simultàniament un Pla A per donar més suport a Saigon i un Pla B per protegir Washington en cas que les seves maniobres fossin inútils". Segons Kadura, el concepte d'"interval decent" ha estat "en gran part tergiversat", ja que Nixon i Kissinger "van cercar de guanyar temps, fer que el Nord girés cap a dins i crear un equilibri perpetu" en lloc d'acceptar el col·lapse del Vietnam del Sud.
El xef i autor Anthony Bourdain va escriure el següent sobre Kissinger al seu llibre de 2001 A Cook's Tour: "Una vegada que hagis estat a Cambodja, no deixaràs mai de voler vèncer Henry Kissinger fins a matar amb les teves mans nues. No podràs mai més obrir un diari i llegir sobre aquell canalla traïdor, prevaricant i assassí assegut per a una bona xerrada amb Charlie Rose o assistir a un afer de corbata negra per a una nova revista brillant sense sufocar-se. Testimonieu el que va fer Henry a Cambodja: els fruits del seu geni per a l'estatista, i mai no entendràs per què no està assegut al banc dels acusats de La Haia al costat de Milošević. Mentre Henry continua picant nori rolls i remakia les festes de la llista A, Cambodja, la nació neutral que va bombardejar, va envair, va soscavar i després va llançar als gossos en secret i il·legalment, encara està intentant aixecar-se amb l'única cama que li queda."
El registre de Kissinger es va aixecar durant les primàries presidencials del Partit Demòcrata de 2016. Hillary Clinton havia conreat una estreta relació amb Kissinger, descrivint-lo com un "amic" i una font de "consell". Durant els debats primaris demòcrates , Clinton va promocionar els elogis de Kissinger pel seu historial com a secretària d'estat. En resposta, el candidat Bernie Sanders va emetre una crítica a la política exterior de Kissinger, declarant: "Estic orgullós de dir que Henry Kissinger no és el meu amic. No acceptaré consells d'Henry Kissinger"

## Vida familiar i personal

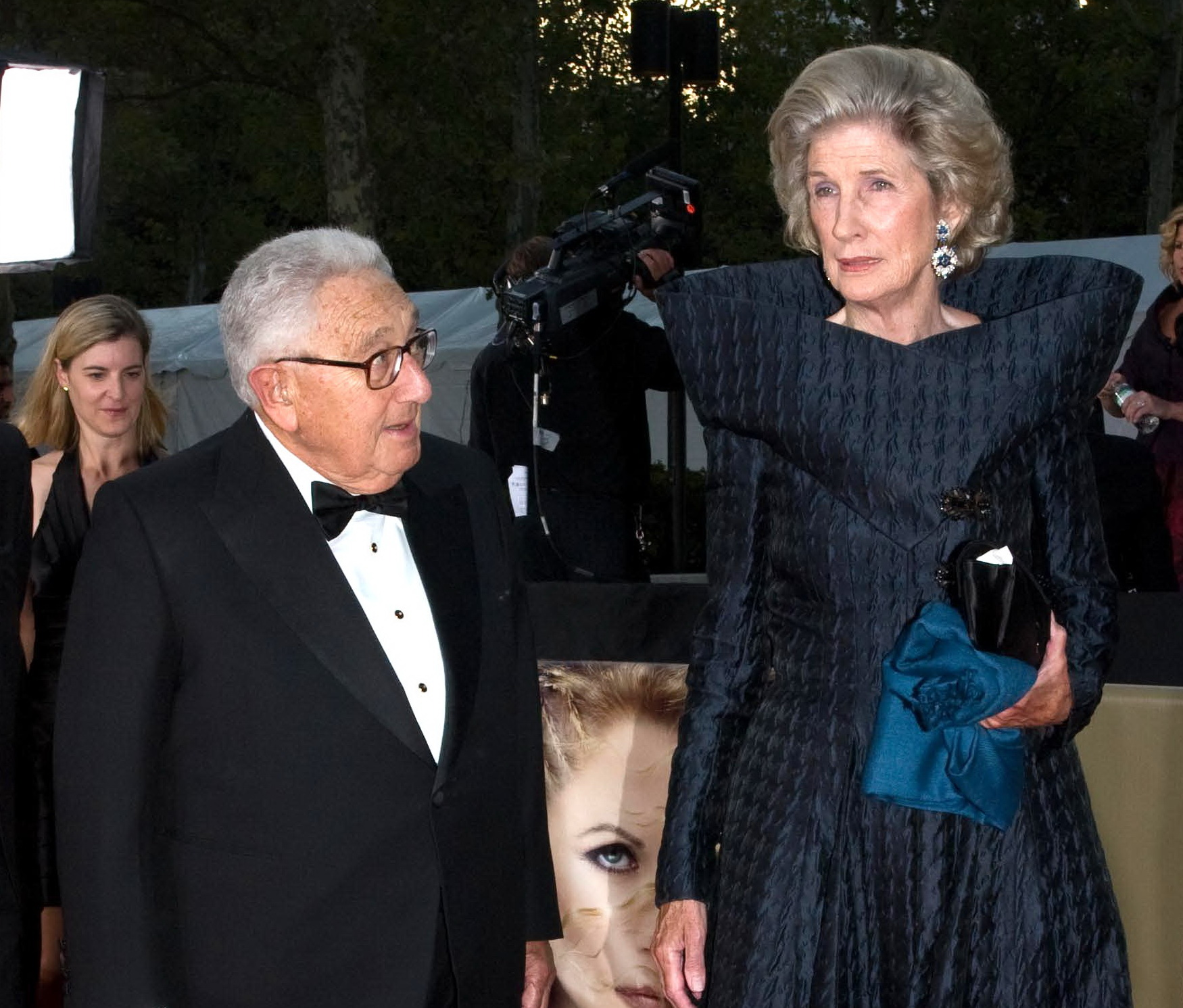
Henry i Nancy Kissinger a la inauguració de la Metropolitan Opera el 2008

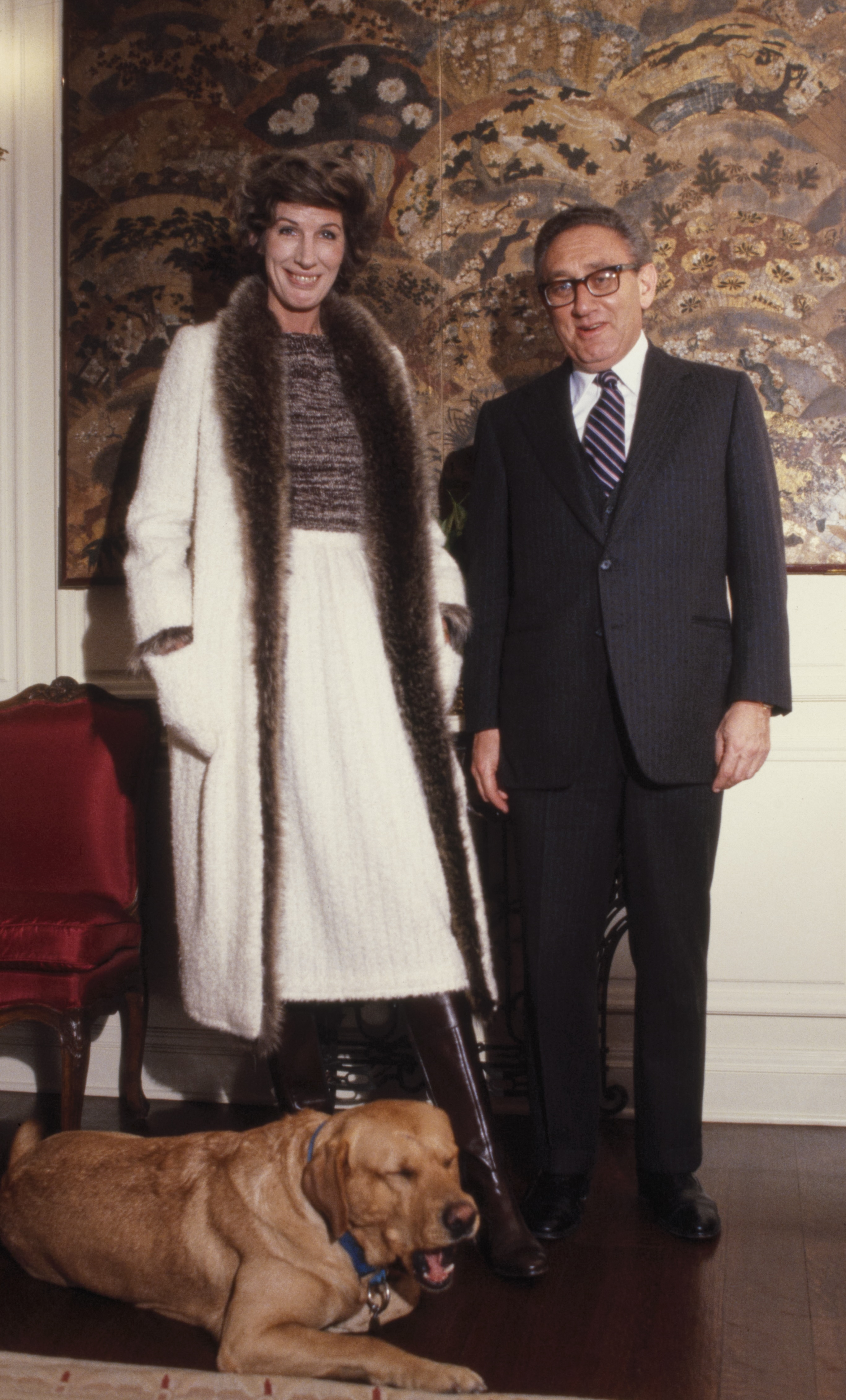
Nancy i Henry Kissinger al seu apartament de Nova York amb el seu gos Tyler, 1978

Kissinger es va casar amb Anneliese "Ann" Fleischer (nascuda el 6 de novembre de 1925 a Fürth, Alemanya) el 6 de febrer de 1949. Van tenir dos fills, Elizabeth i David, i es van divorciar el 1964. El 30 de març de 1974 es va casar amb Nancy Maginnes. Ara viuen a Kent, Connecticut, i a la ciutat de Nova York. El fill de Kissinger, David Kissinger, va exercir com a executiu a la NBC Universal Television Studio abans de convertir-se en cap de Conaco, la productora de Conan O'Brien el 2005 Al febrer de 1982, als 58 anys, Henry Kissinger es va sotmetre a una cirurgia de bypass coronari. El 27 de maig de 2023, Kissinger va fer 100 anys.
Kissinger va descriure Diplomacy com el seu joc favorit en una entrevista de 1973.

### Futbol
Daryl Grove va senyalar Kissinger com una de les persones més influents en el creixement del futbol als Estats Units. Kissinger va ser nomenat president de la junta directiva de la North American Soccer League el 1978.
Des de la seva infantesa, Kissinger ha estat un fan del club de futbol de la seva ciutat natal, SpVgg Fürth (navui el SpVgg Greuther Fürth).). Fins i tot durant el seu mandat, l'ambaixada alemanya l'informava dels resultats de l'equip cada dilluns al matí. És membre honorari amb abonaments de tota la vida. El setembre de 2012, Kissinger va assistir a un partit a casa en què l'SpVgg Greuther Fürth va perdre, 0–2, contra el Schalke, després de prometre anys enrere que assistiria a un partit a casa del Greuther Fürth si ascendia a la Bundesliga, la màxima lliga de futbol de Alemanya, de la 2. Bundesliga.

## Premis, honors i associacions
- A Kissinger i Le Duc Tho se'ls va oferir conjuntament el Premi Nobel de la Pau de 1973 pel seu treball sobre els Acords de Pau de París que van provocar la retirada de les forces nord-americanes de la guerra del Vietnam. (Le Duc Tho es va negar a acceptar el premi per la base que aquests "sentimentalismes burgesos" no eren per a ell i que la pau no s'havia assolit realment al Vietnam.) Kissinger va donar el seu premi a una entitat benèfica, no va assistir a la cerimònia i més tard es va oferir a retornar la seva medalla de premi després de la caiguda de Vietnam del Sud a les forces nord-vietnamites 18 mesos després.
- El 1973, Kissinger va rebre el premi John Heinz del senador nord-americà al millor servei públic per part d'un funcionari electe o designat, un premi que atorga anualment els premis Jefferson[254]
- El 1976, Kissinger es va convertir en el primer membre honorari dels Harlem Globetrotters.[255][256]

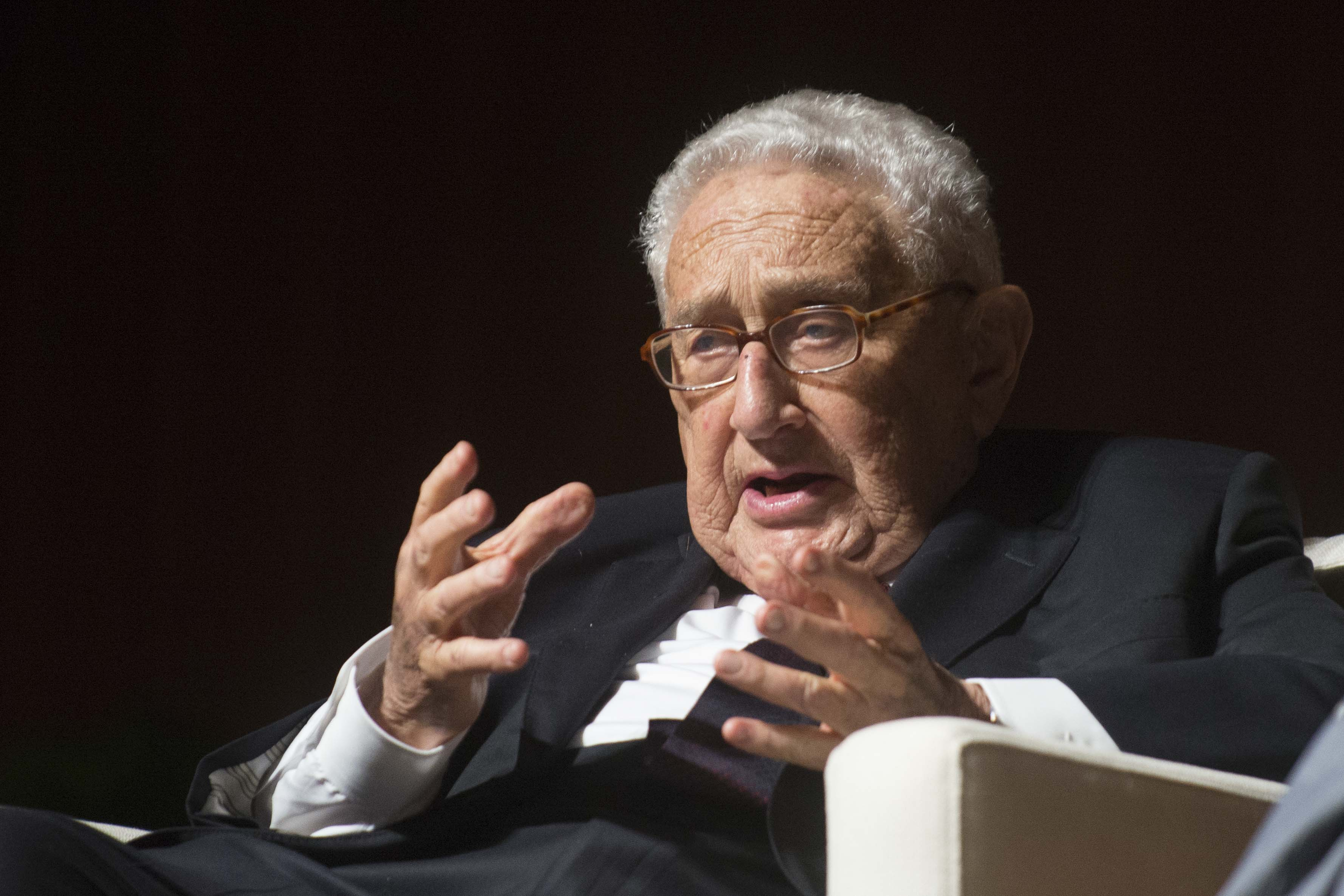
Kissinger a la LBJ Library el 2016

- El 13 de gener de 1977, Kissinger va rebre la Medalla Presidencial de la Llibertat del president Gerald Ford.
- El 1980, Kissinger va guanyar el National Book Award in History pel primer volum de les seves memòries, The White House Years.[257]
- El 1986, Kissinger va ser un dels dotze destinataris de la Medalla de la Llibertat.
- El 1995, va ser nomenat Cavaller Comandant honorari de l'Orde de Sant Miquel i Sant Jordi.[258]
- L'any 2000, Kissinger va rebre el premi Sylvanus Thayer a l'Acadèmia Militar dels Estats Units a West Point.[259]
- El 2002, Kissinger es va convertir en membre honorari del Comitè Olímpic Internacional.[260]
- L'1 de març de 2012, Kissinger va rebre la Medalla del President d'Israel.
- L'octubre de 2013, Kissinger va rebre el premi Henry A. Grunwald per al servei públic de Lighthouse International .
- Kissinger va ser membre del Consell Fundador del Rothermere American Institute de la Universitat d'Oxford.[261]
- Va rebre el premi Theodore Roosevelt American Experience Award de la Union League Club de Nova York el 2009.
- També va rebre la medalla d'honor d'Ellis Island.[262]

Kissinger és membre dels següents grups:
- Aspen Institute[263]
- Atlantic Council[264]
- Bilderberg Group[265][266]
- Bohemian Club[267]
- Council on Foreign Relations[268]
- Center for Strategic and International Studies[269]
- World.Minds[270][271]

Kissinger va formar part de la junta directiva de Theranos, una empresa de tecnologia sanitària, del 2014 al 2017.
Es va convertir en el president honorari del consell assessor del Bloomberg New Economy Forum el 2018.

## Obres

### Tesis
- 1950. The Meaning of History: Reflections on Spengler, Toynbee and Kant. Bachelor's honors thesis. Harvard University.
- 1957. A World Restored: Metternich, Castlereagh and the Problems of Peace, 1812–22. PhD thesis, ISBN 0-395-17229-2.

### Memòries
- 1979. The White House Years. ISBN 0-316-49661-8 (Premi National Book a la millor portada, categoria d'Història)[a]
- 1982. Years of Upheaval. ISBN 0-316-28591-9
- 1999. Years of Renewal. ISBN 0-684-85571-2

### Política pública
- 1957. Nuclear Weapons and Foreign Policy. New York: Published for the Council on Foreign Relations by Harper & Brothers. Foreword by Gordon Dean (pp. vii-x).
- 1961. The Necessity for Choice: Prospects of American Foreign Policy. ISBN 0-06-012410-5.
- 1965. The Troubled Partnership: A Re-Appraisal of the Atlantic Alliance. Westport, Conn.: Greenwood Press. ISBN 0-07-034895-2.
- 1969. American Foreign Policy: Three Essays. ISBN 0-297-17933-0.
- 1981. For the Record: Selected Statements 1977–1980. ISBN 0-316-49663-4.
- 1985. Observations: Selected Speeches and Essays 1982–1984. Boston: Little, Brown. ISBN 0-316-49664-2.
- 1994. Diplomacy. ISBN 0-671-65991-X.
- 1998. Kissinger Transcripts: The Top Secret Talks With Beijing and Moscow, edited by William Burr. New York: New Press. ISBN 1-56584-480-7.
- 2001. Does America Need a Foreign Policy? Toward a Diplomacy for the 21st Century. ISBN 0-684-85567-4.
- 2002. Vietnam: A Personal History of America's Involvement in and Extrication from the Vietnam War. ISBN 0-7432-1916-3.
- 2003. Crisis: The Anatomy of Two Major Foreign Policy Crises: Based on the Record of Henry Kissinger's Hitherto Secret Telephone Conversations. New York: Simon & Schuster. ISBN 978-0-7432-4911-9.
- 2011. On China. New York: Penguin Press. ISBN 978-1-59420-271-1.
- 2014. World Order. New York: Penguin Press. ISBN 978-1-59420-614-6. Traducció al castellà per Teresa Arijón. «Orden mundial», Penguin Random House, Barcelona 2016. ISBN 978-84-9992-571-4

### D'altres
- 2021. The Age of AI: And Our Human Future. Boston: Little, Brown and Company. ISBN 978-0-316-27380-0.
- 2022. Leadership: Six Studies in World Strategy. Penguin Books Ltd. ISBN 978-0-241-54200-2.

### Biografies
- 1973. Graubard, Stephen Richards, Kissinger: Portrait of a Mind. ISBN 0-393-05481-0
- 1974. Kalb, Marvin L. and Kalb, Bernard, Kissinger, ISBN 0-316-48221-8
- 1974. Schlafly, Phyllis, Kissinger on the Couch. Arlington House Publishers. ISBN 0-87000-216-3
- 1983. Hersh, Seymour, The Price of Power: Kissinger in the Nixon White House, Summit Books. ISBN 0-671-50688-9. (Awards: National Book Critics Circle, General Non-Fiction Award. Best Book of the Year: New York Times Book Review; Newsweek; San Francisco Chronicle)
- 2004. Hanhimäki, Jussi. The Flawed Architect: Henry Kissinger and American Foreign Policy. ISBN 0-19-517221-3
- 2009. Kurz, Evi. The Kissinger-Saga: Walter and Henry Kissinger, Two Brothers from Fuerth, Germany. London. Weidenfeld & Nicolson. ISBN 978-0-297-85675-7.
- 2015. Ferguson, Niall. Kissinger, 1923–1968: The Idealist.  Nova York: Penguin Books, 2015. ISBN 978-1-59420-653-5.
- 2020. Runciman, David, "Don't be a Kerensky!" (review of Barry Gewen, The Inevitability of Tragedy: Henry Kissinger and His World, Norton, April 2020, ISBN 978 1 324 00405 9, 452 pp.; and Thomas Schwartz, Henry Kissinger and American Power: A Political Biography, Hill and Wang, September 2020, ISBN 978 0 8090 9537 7, 548 pp.), London Review of Books, vol. 42, no. 23 (December 3, 2020), pp. 13–16, 18. "[Kissinger] was ... a political opportunist doing his best to keep one step ahead of the people determined to bring him down. ... Unelected, unaccountable, never really representing anyone but himself, he rose so high and resided so long in America's political consciousness because his shapeshifting allowed people to find in him what they wanted to find." (p. 18.)

### D'altres
- Avner, Yehuda, The Prime Ministers: An Intimate Narrative of Israeli Leadership, 2010. ISBN 978-1-59264-278-6
- Bass, Gary. The Blood Telegram: Nixon, Kissinger, and a Forgotten Genocide, 2013. ISBN 0-307-70020-8.
- Benedetti, Amedeo. Lezioni di politica di Henry Kissinger: linguaggio, pensiero ed aforismi del più abile politico di fine Novecento, Genova: Erga, 2005 (italià). ISBN 88-8163-391-4.
- Berman, Larry, No peace, no honor. Nixon, Kissinger, and Betrayal in Vietnam, New York: Free Press, 2001. ISBN 0-684-84968-2.
- Dallek, Robert, Nixon and Kissinger: Partners in Power. HarperCollins, 2007. ISBN 0-06-072230-4
- Gaddis, John Lewis. "Rescuing Choice from Circumstance: The Statecraft of Henry Kissinger". The Diplomats, 1939-1979 (Princeton UP, 1994) pp. 564–592 doi:10.2307/j.ctv8pz9nc.25.
- Graebner, Norman A. "Henry Kissinger and American Foreign Policy: A Contemporary Appraisal". Conspectus of History 1.2 (1975).
- Grandin, Greg, Kissinger's Shadow: The Long Reach of America's Most Controversial Statesman. Metropolitan Books, 2015. ISBN 978-1-62779-449-7
- Groth, Alexander J, Henry Kissinger and the Limits of Realpolitik, Israel Journal of Foreign Affairs 5#1 (2011)
- Hanhimäki, Jussi M. Plantilla:" 'Dr. Kissinger' or 'Mr. Henry'? Kissingerology, Thirty Years and Counting" Diplomatic History (2003), 27#5, pp. 637–76; historiography
- Hanhimäki, Jussi. The Flawed Architect: Henry Kissinger and American Foreign Policy (2004)
- Hitchens, Christopher, The Trial of Henry Kissinger, 2002. ISBN 1-85984-631-9
- Keys, Barbara, "Henry Kissinger: The Emotional Statesman", Diplomatic History, 35#4, pp. 587–609, doi:10.1111/j.1467-7709.2011.00968.x.
- Ki, Youn. "Tweaking or Breaking of the International Order: Kissinger, Shultz, and Transatlantic Relations, 1971-1973". The Korean Journal of International Studies 19.1 (2021): 1-28. doi:10.14731/kjis.2021.04.19.1.1
- Klitzing, Holger, The Nemesis of Stability. Henry A. Kissinger's Ambivalent Relationship with Germany. Trier: WVT 2007, ISBN 3-88476-942-1
- Larson, Deborah Welch. "Learning in US—Soviet Relations: The Nixon-Kissinger Structure of Peace". in Learning in US and Soviet Foreign Policy (Routledge, 2019) pp. 350–399.
- Lord, Winston, and Henry Kissinger. Kissinger on Kissinger: Reflections on Diplomacy, Grand Strategy, and Leadership (All Points Books, 2019).
- Mohan, Shannon E. "Memorandum for Mr. Bundy: Henry Kissinger as Consultant to the Kennedy National Security Council", Historian, 71,2 (2009), 234–257.
- Morris, Roger, Uncertain Greatness: Henry Kissinger and American Foreign Policy. Harper and Row, ISBN 0-06-013097-0
- Rabe, Stephen G. Kissinger and Latin America: Intervention, Human Rights, and Diplomacy (2020)
- Qureshi, Lubna Z. Nixon, Kissinger, and Allende: U.S. Involvement in the 1973 Coup in Chile. Lexington Books, 2009. ISBN 0-7391-2656-3
- Schulzinger, Robert D. Henry Kissinger. Doctor of Diplomacy. Nova York: Columbia University Press, 1989. ISBN 0-231-06952-9
- Shawcross, William, Sideshow: Kissinger, Nixon, and the Destruction of Cambodia (Revised edition October 2002) ISBN 0-8154-1224-X.
- Suri, Jeremi, Henry Kissinger and the American Century (Harvard, Belknap Press, 2007), ISBN 978-0-674-02579-0.
- Thornton, Richard C. The Nixon-Kissinger Years: Reshaping America's Foreign Policy (2001)
- Turse, Nick «Kissinger's Killing Fields». The Intercept, 2023.